# Königstein im Taunus

Logo der Stadt Königstein im Taunus

Königstein im Taunus ist eine Stadt und ein heilklimatischer Kurort mit 16.680 Einwohnern (31. Dezember 2024) im hessischen Hochtaunuskreis im Regierungsbezirk Darmstadt. Die Stadt liegt am südlichen Rand der waldreichen Hänge des Taunus im Umland der Stadt Frankfurt am Main im Rhein-Main-Gebiet.
Königstein im Taunus ist wie die Nachbarstadt Kronberg im Taunus für seine bevorzugten und teuren Wohnlagen mit einer großen Anzahl von Villen bekannt. Zudem wies die Stadt Königstein im Taunus im Jahr 2023 einen weit überdurchschnittlichen Kaufkraftindex von 194 des Bundesdurchschnitts auf und belegt damit einen bundesweiten Spitzenwert. Königstein hatte im Jahr 2021 mit 62 Einkommensmillionären auf 10.000 Einwohner die höchste Millionärsdichte aller hessischen Städte und Gemeinden.

## Geographie

### Nachbargemeinden
Königstein grenzt im Norden an die Gemeinde Schmitten im Taunus und die Stadt Oberursel (Taunus), im Osten an die Städte Kronberg im Taunus und Schwalbach am Taunus, im Süden an die Städte Bad Soden am Taunus und Kelkheim (Taunus) (alle drei Main-Taunus-Kreis) sowie im Westen an die Gemeinde Glashütten.

### Gliederung
Königstein umfasst außer der Kernstadt drei Stadtteile: Falkenstein, Mammolshain und Schneidhain. Falkenstein ist seit 2002 ebenfalls mit dem Prädikat Heilklimatischer Kurort versehen; eine bundesweit einzigartige Konstellation, dass ein Stadtteil einer Kurstadt über eine eigenständige Prädikatisierung verfügt.

## Geschichte

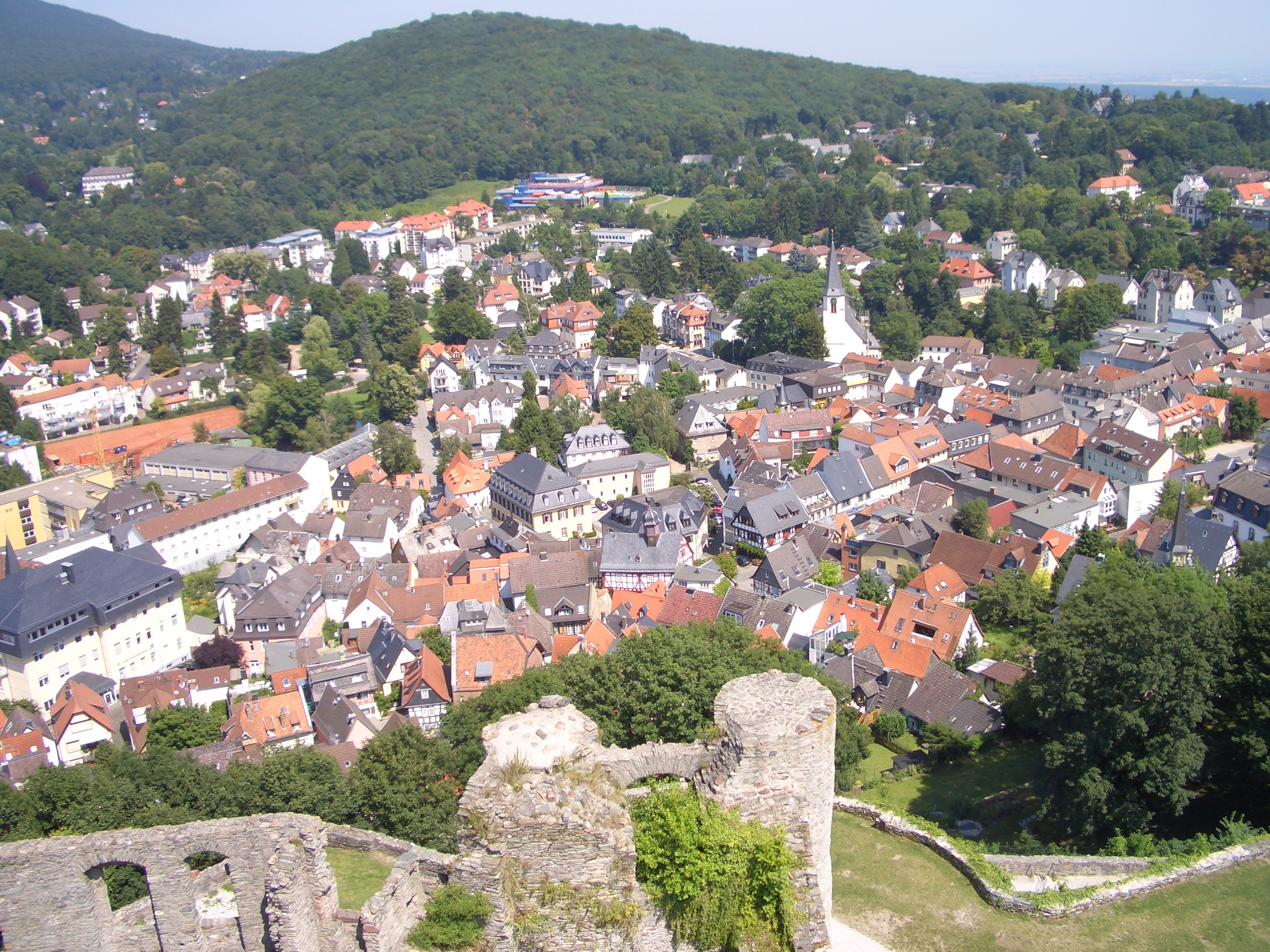
Blick von der Burgruine Königstein auf die Stadt

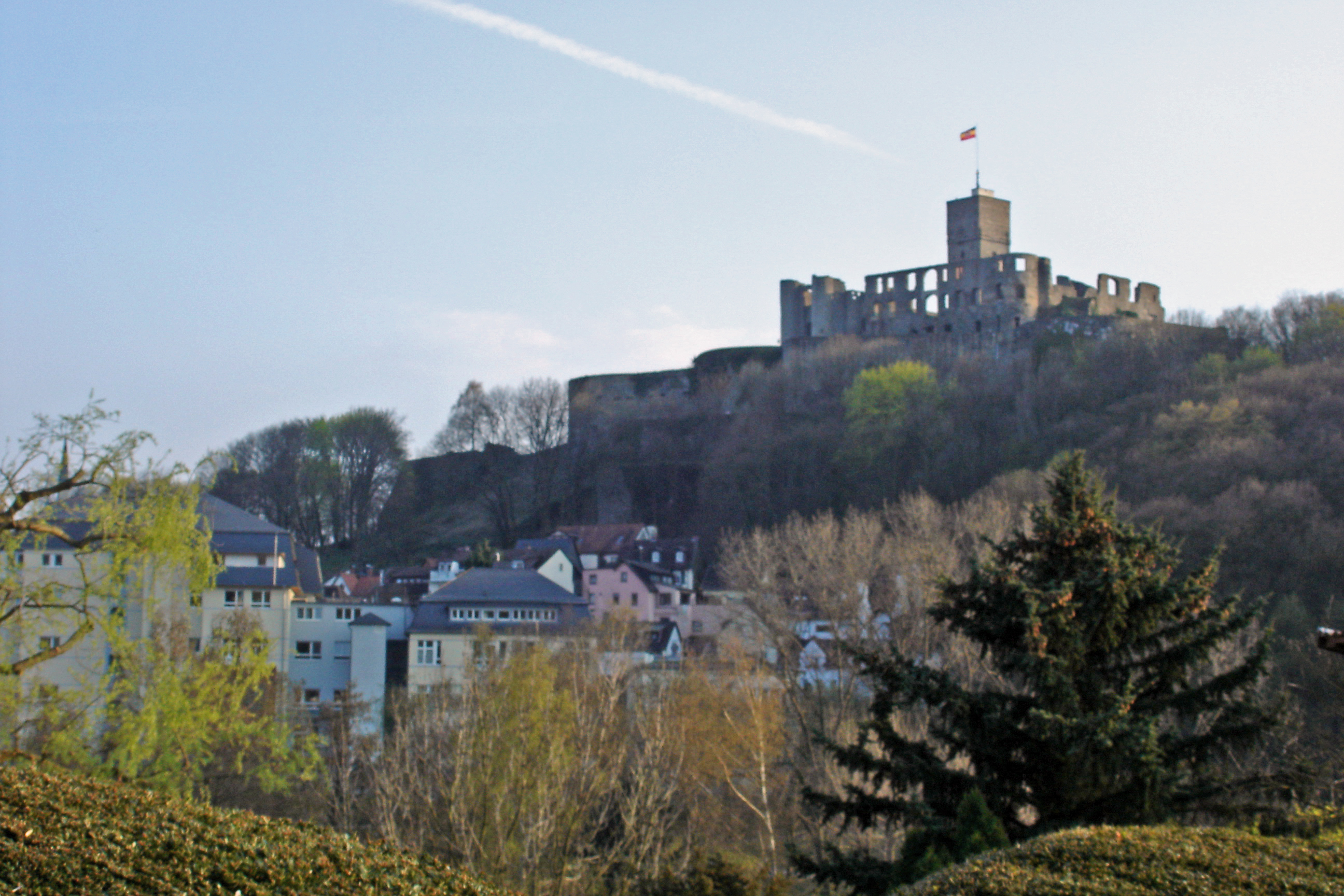
Blick auf die Burgruine

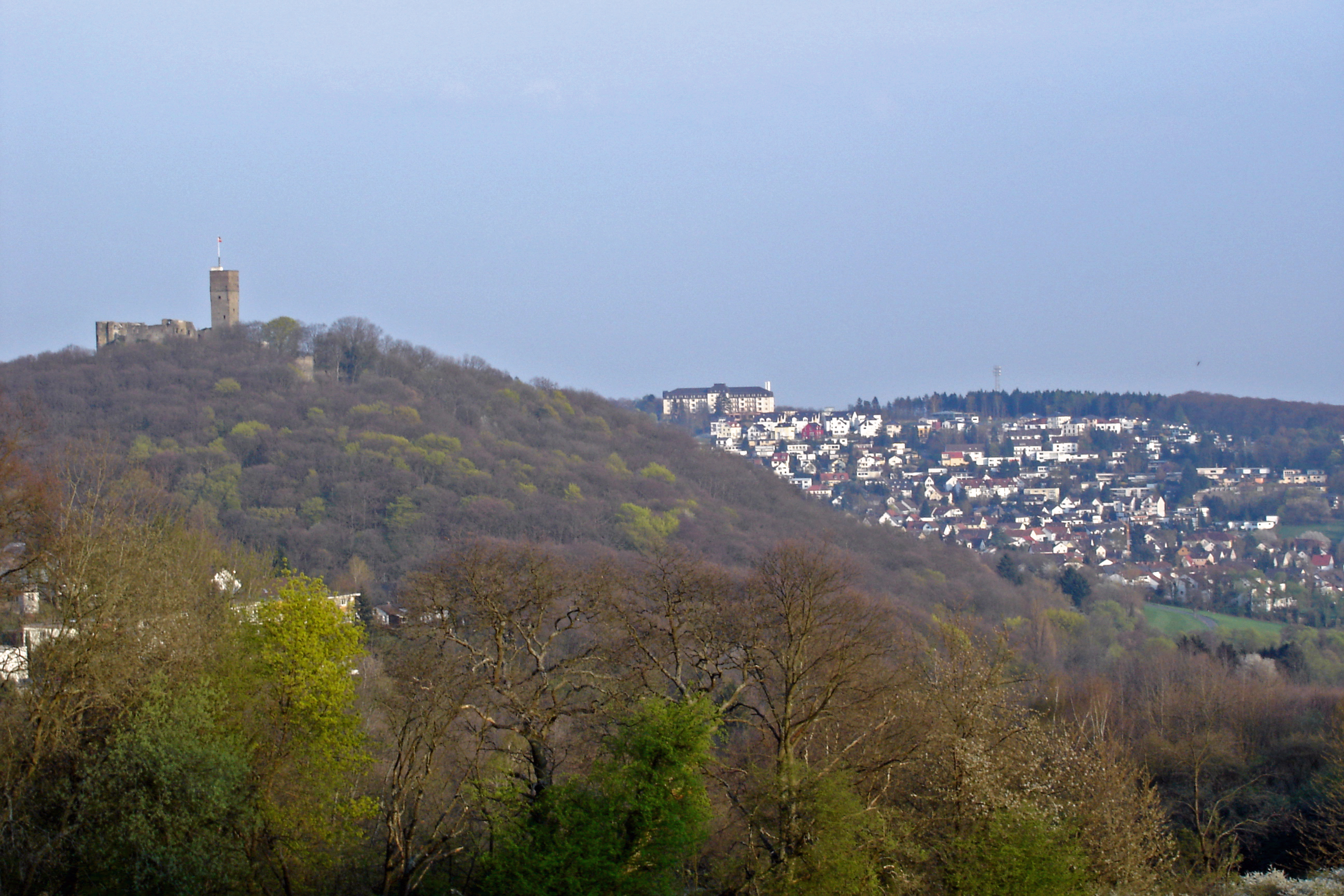
Königstein mit Burgruine vom Atzelbergturm gesehen

Einer örtlichen Sage nach soll König Chlodwig I. um 500 die Burg Königstein und eine Kapelle errichtet haben.
Erstmals urkundlich erwähnt wurde Königstein 1215. Zu dieser Zeit befand sich die Burg im Besitz der Herren von Hagen-Münzenberg. Als dieses Geschlecht im Jahr 1255 erlosch, kam Königstein in den Besitz der Falkensteiner. Unter ihrer Herrschaft erhielt Königstein 1313 die Stadtrechte.
1418 mit dem Tod von Werner von Falkenstein erlosch auch das Geschlecht der Falkensteiner im Mannesstamm, und die Eppsteiner traten deren Erbe in Königstein an. Am 6. August 1505 erhielten die dem Haus Eppstein angehörenden Brüder Eberhard, Georg und Philipp vom römisch-deutschen König und späteren Kaiser Maximilian I. das Recht, den Titel „Grafen von Königstein“ zu führen. Damit war die Grafschaft Königstein begründet. Am 25. Mai 1535 starb Eberhard IV. von Eppstein, und sein Universalerbe Graf Ludwig zu Stolberg kam in den Besitz von Stadt und Burg Königstein. 1581 kam Königstein an Kurmainz. Mit der Säkularisation durch den Reichsdeputationshauptschluss 1803 wurde die weltliche Herrschaft des Mainzer Erzbischofs aufgehoben und sein Besitz aufgeteilt, wodurch Königstein dem Fürstentum Nassau-Usingen zugeschlagen wurde, das 1806 zum Herzogtum Nassau kam.
1851 wurde eine Kaltwasserheilanstalt errichtet, was zu einem wirtschaftlichen Aufschwung führte. 1866 wurde Königstein nach dem für das Herzogtum Nassau verlorenen Preußisch-Österreichischen Krieg mit der Annexion Nassaus preußisch. 1935 wurde die Stadt zum „Heilklimatischen Kurort“ erklärt.
Nach dem Zweiten Weltkrieg kam Königstein zur Amerikanischen Besatzungszone und wurde Teil des 1946 neugegründeten Bundeslandes Hessen.
Vom 17. bis 21. Januar 1947 wurde das erste Deutschlandtreffen der Jungen Union in Königstein im Taunus veranstaltet. Der Ort gilt daher als Gründungsort der Jungen Union, der Jugendorganisation der CDU und der CSU.
Am 1. Januar 1977 erhielt die Stadt ihren heutigen amtlichen Namen Königstein im Taunus.

### Eingemeindungen
Anlässlich der Gebietsreform in Hessen genehmigte die Hessische Landesregierung mit Wirkung vom 1. April 1972 die Eingliederung der Gemeinde Schneidhain/Ts. in die Stadt Königstein i. Ts. im Obertaunuskreis. Am 1. August 1972 wurden kraft Gesetzes die Gemeinden Falkenstein und Mammolshain eingegliedert. Zudem wurde ein Gebiet der Nachbarstadt Bad Soden mit damals knapp 200 Einwohnern eingegliedert. Dieses Gebiet mit Namen Johanniswald, eine Siedlung des zu Bad Soden gehörenden Ortes Altenhain, wurde dem Königsteiner Stadtteil Schneidhain zugeteilt.
Für das Gebiet der drei eingegliederten Gemeinden wurden per Hauptsatzung Ortsbezirke mit Ortsbeirat und Ortsvorsteher errichtet. Die Grenzen der Ortsbezirke folgen den seitherigen Gemarkungsgrenzen.

### Religions- und Kirchengeschichte

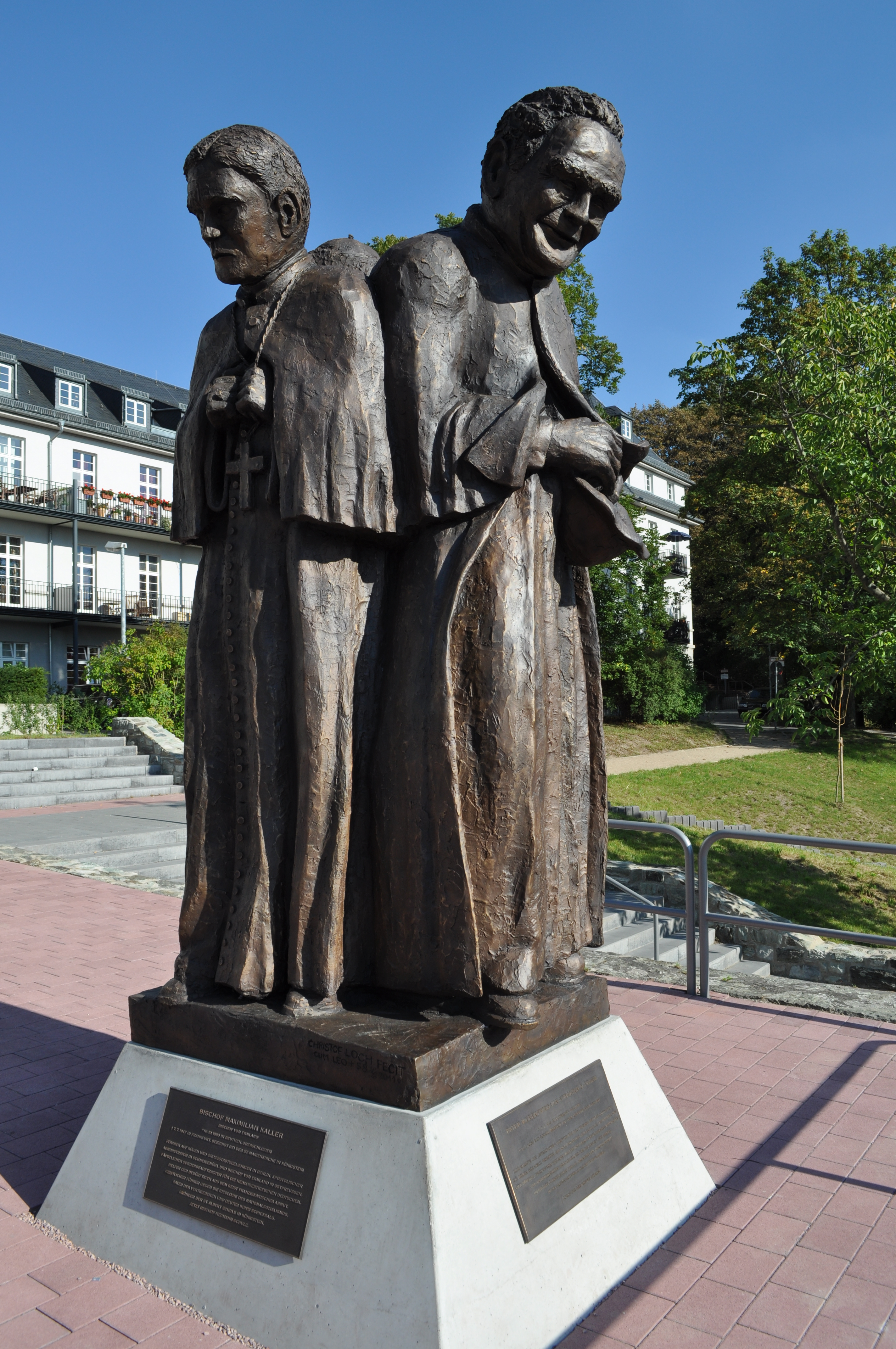
Denkmal für die Königsteiner Kirchenväter

#### Orden und religiöse Gemeinschaften
Beeinflusst von Gabriel Biel berief Eberhard III. von Eppstein-Königstein 1466 die Brüder vom gemeinsamen Leben, auch „Kugelherren“ genannt, nach Königstein; sie waren Anhänger der devotio moderna („zeitgemäße Frömmigkeit“). Das Kugelherrenstift Königstein bestand bis 1540.
Graf Ludwig zu Stolberg führte Mitte des 16. Jahrhunderts die Reformation lutherischer Prägung ein und löste 1540 das Kugelherrenstift auf. Mit der Übernahme der Stadt durch Kurmainz kam es ab 1601 zur Gegenreformation. Zwischen 1646 und 1813 bestand das Kapuzinerkloster Königstein, das spätere Hotel Pfaff.
1884/1891 wurde das Ursulinenkloster gegründet, deren Schwestern es sich zur Aufgabe machten, die Sonntagsschule auszubauen. Aus diesem Vorhaben ging die St.-Angela-Schule hervor.

#### Philosophisch-Theologische Hochschule Königstein
Am 29. April 1949 wurde in Königstein eine Philosophisch-Theologische Hochschule Königstein als selbständige katholische Universität offiziell gegründet und von der hessischen Landesregierung „zur Kenntnis genommen“. Der erste Vertriebenenbischof Maximilian Kaller berief den Philosophieprofessor Erich Kleineidam Ende Mai 1947 als Professor an die neu gegründete Hochschule. 1948 wurde er zusätzlich Regens, 1949 Rektor der Hochschule. Neben Kleineidam lehrten an der kirchlichen Hochschule auch Anton Janko, Philipp Schäfer, Eduard Kroker und Leo Scheffczyk. Zu den bekannten Absolventen gehören Karl Gabriel, Johannes Gründel, Ehrenfried Schulz und Gerhard Pieschl. Aus der Hochschule sind 417 Priester hervorgegangen, die vor allem für den Einsatz in osteuropäischen Ländern vorgesehen waren. Die Hochschule wurde am 15. Februar 1978 aufgelöst.

#### Jüdische Gemeinde

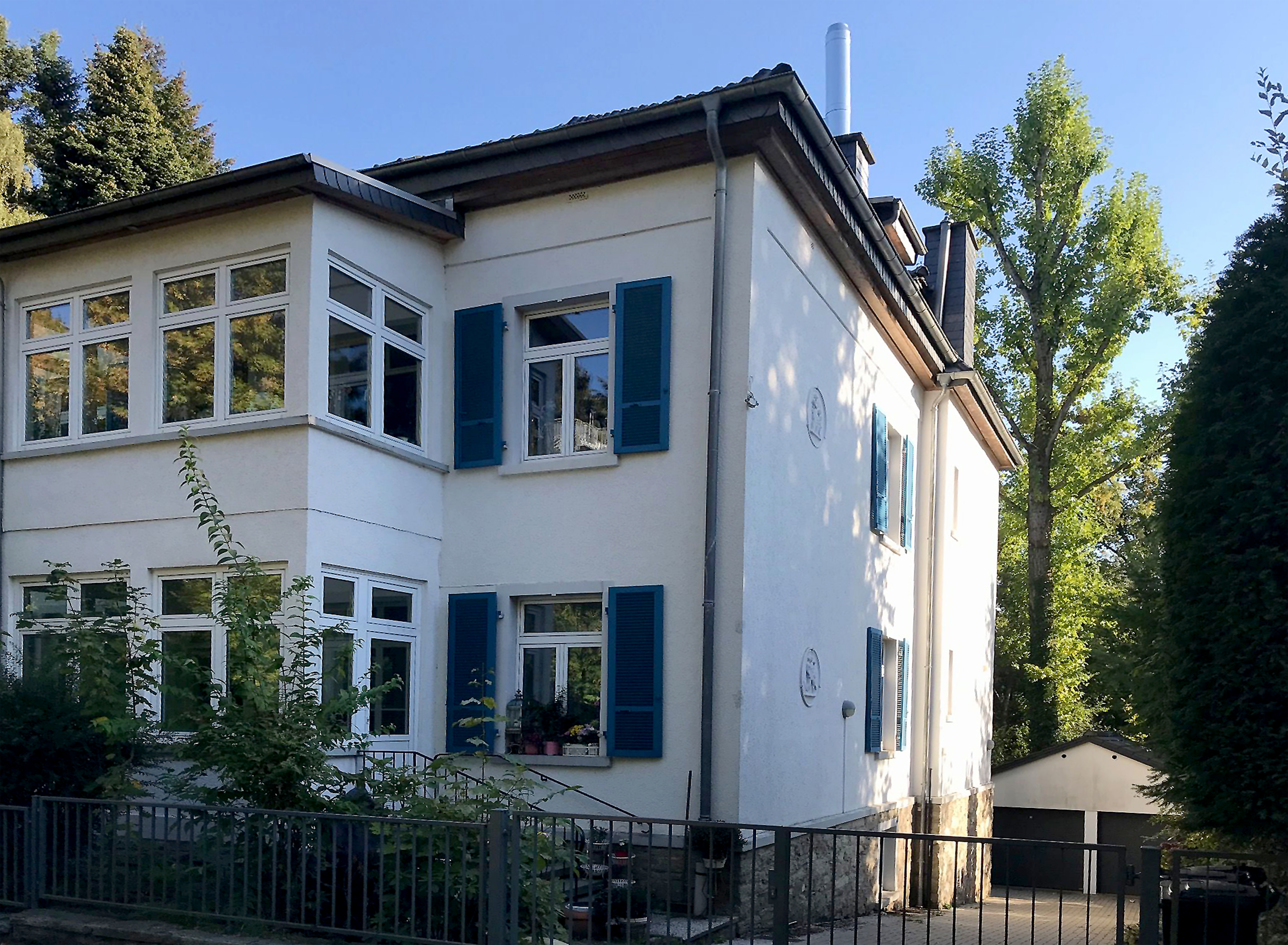
Haus der jüdischen Kulturgemeinde und des Rabbiners Siegfried Wetzler – Ölmühlweg 19

Sowohl in Falkenstein als auch in Königstein befanden sich bis zur Auslöschung in der Zeit des Nationalsozialismus jüdische Gemeinden. Während die Synagoge in Falkenstein erhalten ist, wurde die Synagoge Königstein im Taunus beim Novemberpogrom 1938 niedergebrannt. Seit 1996 erinnert ein Bronzemodell der Synagoge an das Verbrechen. Der Jüdische Friedhof in Falkenstein steht als Kulturdenkmal unter Denkmalschutz.
In der Stadt Königstein erinnern daneben etliche Stolpersteine an frühere jüdische Familien, die Opfer des NS-Regimes wurden. Mit öffentlicher Anteilnahme vieler Bürger wurden 2013 erstmals zur Erinnerung 18 Stolpersteine an verschiedenen Gedenkstellen im Stadtgebiet verlegt. Im Jahr 2015 kamen 24 weitere hinzu. Das Haus der jüdischen Kulturgemeinde befand sich bis Ende der 30er Jahre im Ölmühlweg 19. Rabbiner und Lehrer war bis zu seiner Verschleppung Siegfried Wetzler.

### Stolpersteine

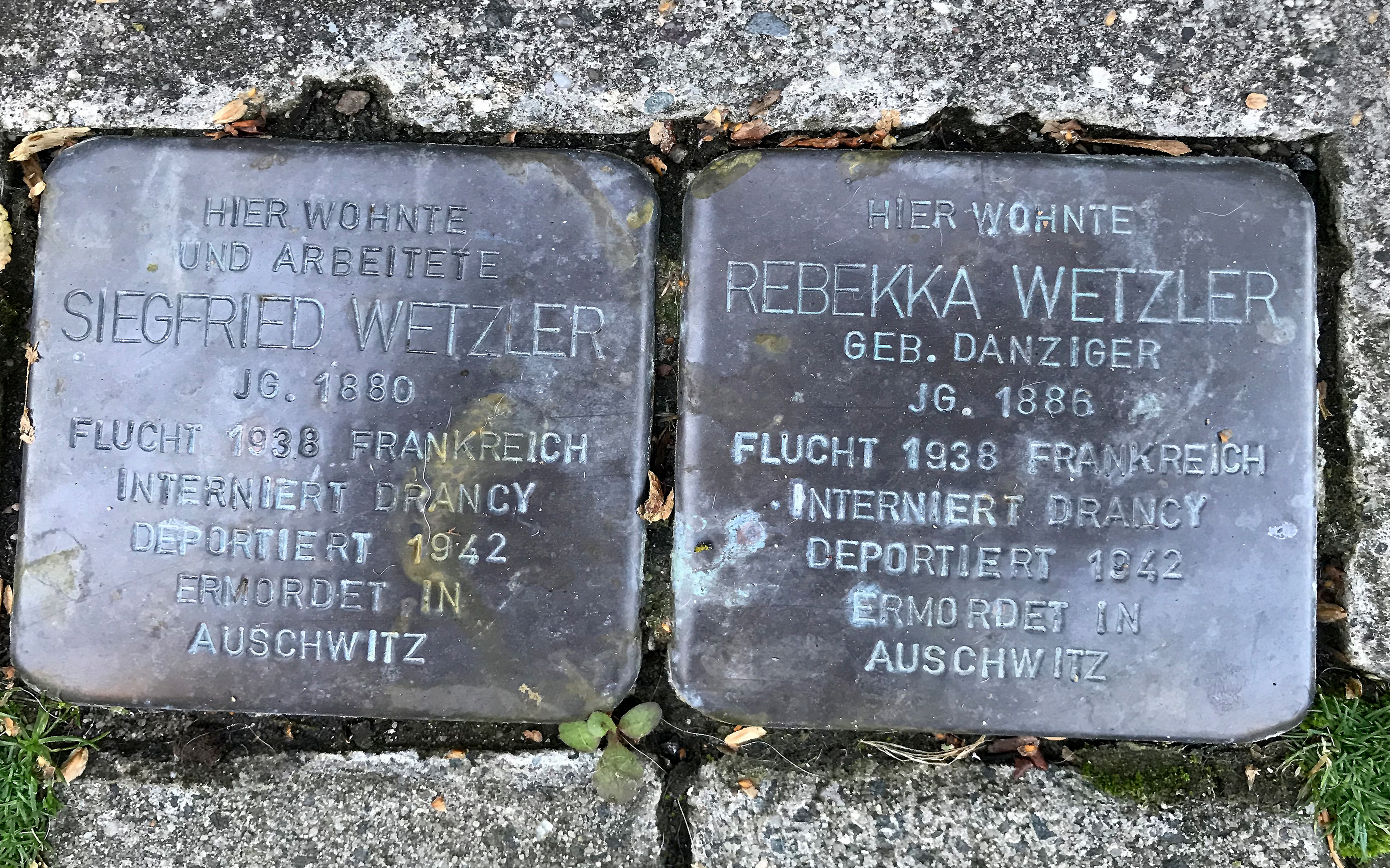
Stolpersteine Siegfried und Rebekka Wetzler – Ermordet in Auschwitz
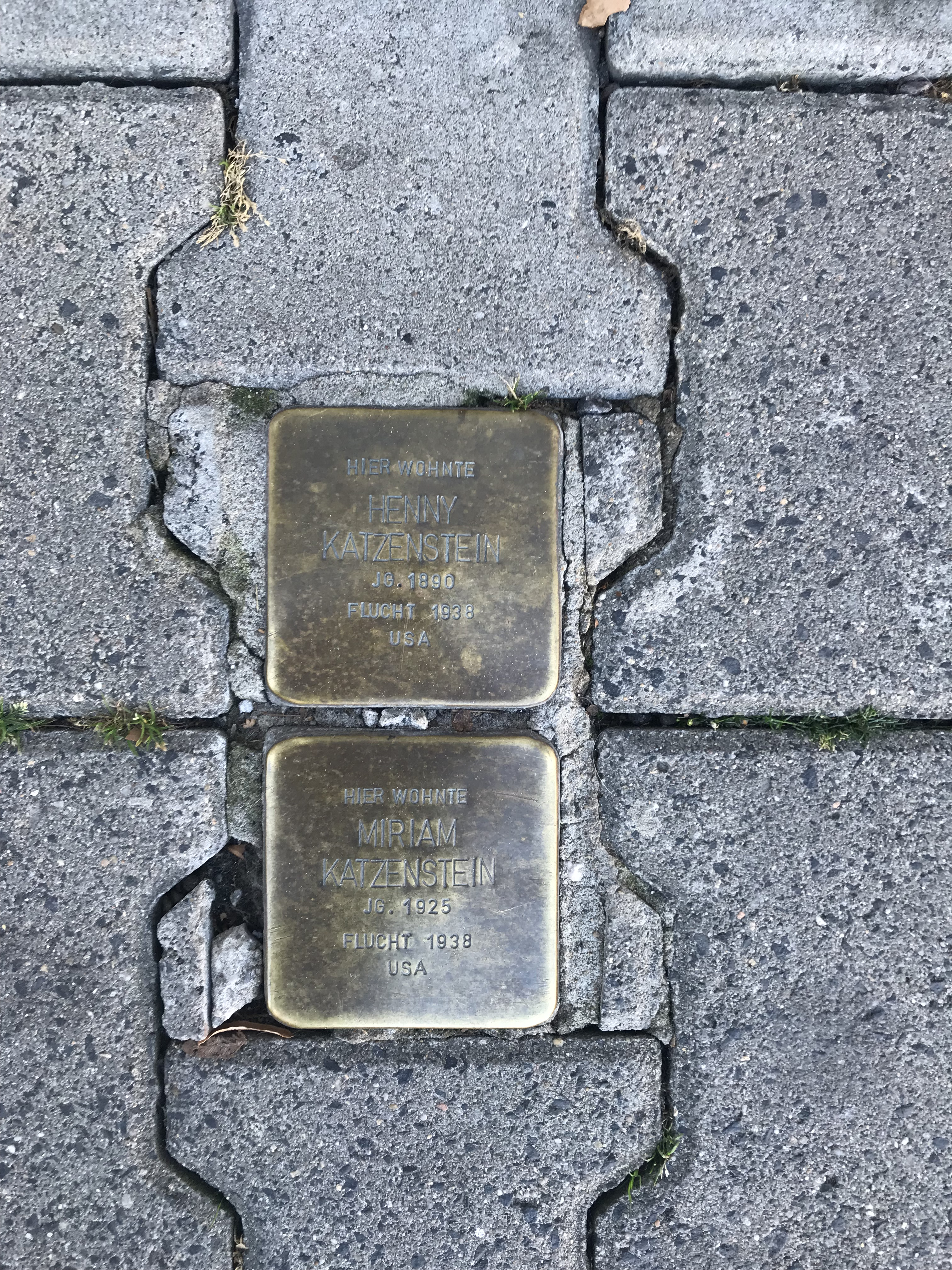
Stolpersteine Familie Katzenstein – Flucht in die USA
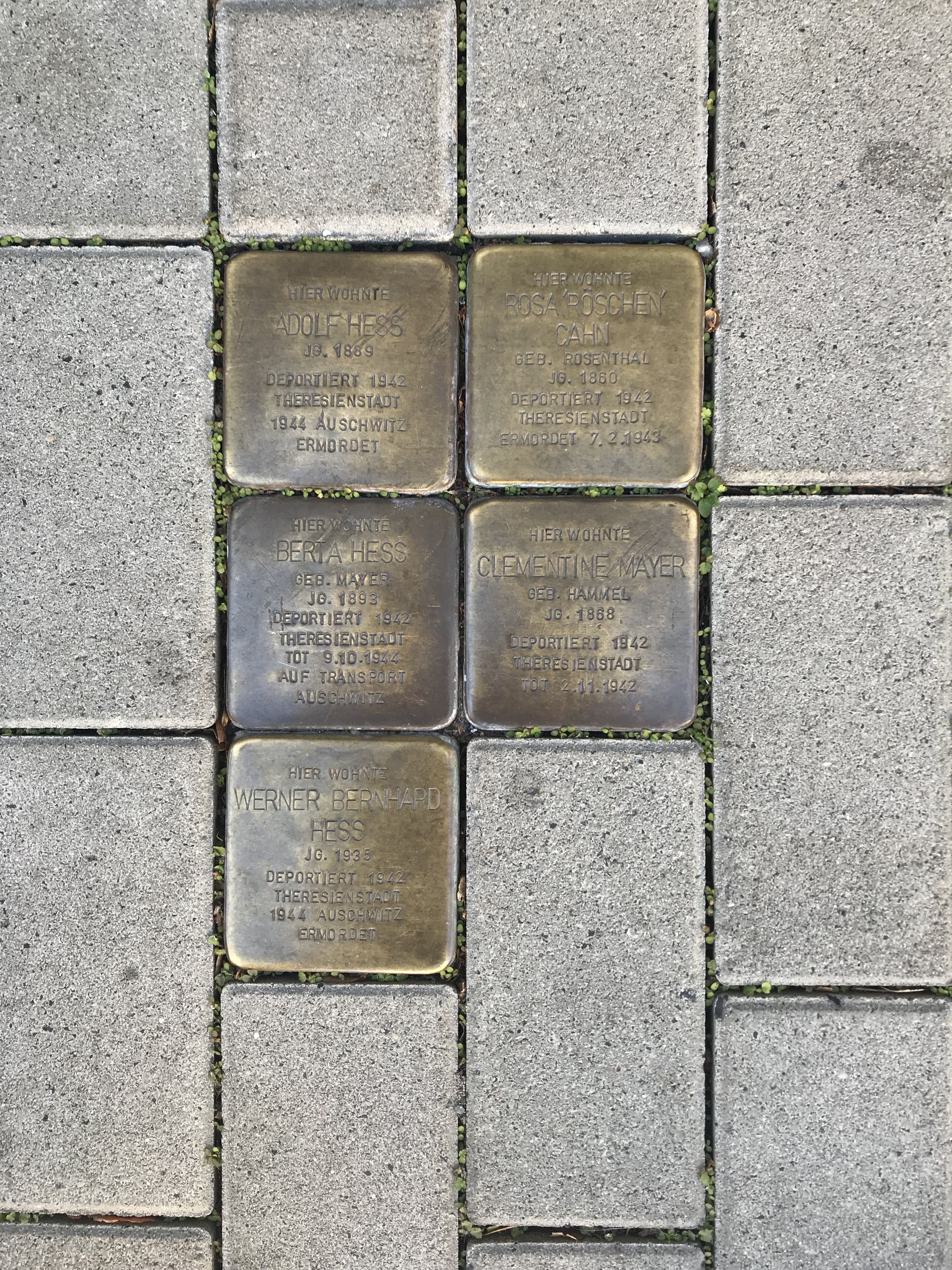
Stolpersteine Hess – Cahn – Mayer

## Bevölkerung
Im Jahr 2020 entfielen in der Stadt Königstein im Taunus – statistisch – 60 Einkommensmillionäre auf 10.000 Einwohner, die hier steuerrechtlich gemeldet waren. Damit hat Königstein im Taunus die höchste Millionärsdichte aller hessischen Städte und Gemeinden. Im Jahr 2021 entfielen in der Stadt Königstein im Taunus – statistisch – 62 Einkommensmillionäre auf 10.000 Einwohner, womit die Stadt weiterhin den Spitzenplatz aller Städte und Gemeinden in Hessen einnimmt.

### Einwohnerstruktur 2011
Nach den Erhebungen des Zensus 2011 lebten am Stichtag, dem 9. Mai 2011, in Königstein im Taunus 15.718 Einwohner. Nach dem Lebensalter waren 3114 Einwohner unter 18 Jahren, 6216 zwischen 18 und 49, 3015 zwischen 50 und 64 und 3375 Einwohner waren älter. Unter den Einwohnern waren 2257 (14,4 %) Ausländer, von denen 1186 aus dem EU-Ausland, 403 aus anderen europäischen Ländern und 668 aus anderen Staaten kamen. Von den deutschen Einwohnern hatten 14,6 % einen Migrationshintergrund. (Bis zum Jahr 2020 erhöhte sich die Ausländerquote auf 19,7 %.) Die Einwohner lebten in 7044 Haushalten. Davon waren 2337 Einpersonenhaushalte, 1974 Paare ohne Kinder und 2058 Paare mit Kindern, sowie 531 Alleinerziehende und 144 Wohngemeinschaften. In 1614 Haushalten lebten ausschließlich Senioren und in 4719 Haushaltungen lebten keine Senioren.

### Einwohnerentwicklung
| Königstein im Taunus: Einwohnerzahlen von 1834 bis 2020 | Königstein im Taunus: Einwohnerzahlen von 1834 bis 2020 | Königstein im Taunus: Einwohnerzahlen von 1834 bis 2020 | Königstein im Taunus: Einwohnerzahlen von 1834 bis 2020 | Königstein im Taunus: Einwohnerzahlen von 1834 bis 2020 |
| --- | ------------------------------------------------------- | ------------------------------------------------------- | ------------------------------------------------------- | ------------------------------------------------------- |
| Jahr |                                                         |                                                         |                                                         | Einwohner                                               |
| 1834 | 1834                                                    |                                                         | 1.123                                                   | 1.123                                                   |
| 1840 | 1840                                                    |                                                         | 1.274                                                   | 1.274                                                   |
| 1846 | 1846                                                    |                                                         | 1.372                                                   | 1.372                                                   |
| 1852 | 1852                                                    |                                                         | 1.544                                                   | 1.544                                                   |
| 1858 | 1858                                                    |                                                         | 1.646                                                   | 1.646                                                   |
| 1864 | 1864                                                    |                                                         | 1.539                                                   | 1.539                                                   |
| 1871 | 1871                                                    |                                                         | 1.361                                                   | 1.361                                                   |
| 1875 | 1875                                                    |                                                         | 1.491                                                   | 1.491                                                   |
| 1885 | 1885                                                    |                                                         | 1.714                                                   | 1.714                                                   |
| 1895 | 1895                                                    |                                                         | 2.025                                                   | 2.025                                                   |
| 1905 | 1905                                                    |                                                         | 2.460                                                   | 2.460                                                   |
| 1910 | 1910                                                    |                                                         | 2.768                                                   | 2.768                                                   |
| 1925 | 1925                                                    |                                                         | 2.903                                                   | 2.903                                                   |
| 1939 | 1939                                                    |                                                         | 3.658                                                   | 3.658                                                   |
| 1946 | 1946                                                    |                                                         | 5.452                                                   | 5.452                                                   |
| 1950 | 1950                                                    |                                                         | 6.140                                                   | 6.140                                                   |
| 1956 | 1956                                                    |                                                         | 6.143                                                   | 6.143                                                   |
| 1961 | 1961                                                    |                                                         | 7.278                                                   | 7.278                                                   |
| 1967 | 1967                                                    |                                                         | 8.745                                                   | 8.745                                                   |
| 1970 | 1970                                                    |                                                         | 7.992                                                   | 7.992                                                   |
| 1973 | 1973                                                    |                                                         | 16.102                                                  | 16.102                                                  |
| 1975 | 1975                                                    |                                                         | 16.263                                                  | 16.263                                                  |
| 1980 | 1980                                                    |                                                         | 16.538                                                  | 16.538                                                  |
| 1985 | 1985                                                    |                                                         | 16.098                                                  | 16.098                                                  |
| 1990 | 1990                                                    |                                                         | 15.839                                                  | 15.839                                                  |
| 1995 | 1995                                                    |                                                         | 15.563                                                  | 15.563                                                  |
| 2000 | 2000                                                    |                                                         | 15.594                                                  | 15.594                                                  |
| 2005 | 2005                                                    |                                                         | 15.959                                                  | 15.959                                                  |
| 2010 | 2010                                                    |                                                         | 15.946                                                  | 15.946                                                  |
| 2011 | 2011                                                    |                                                         | 15.718                                                  | 15.718                                                  |
| 2015 | 2015                                                    |                                                         | 16.393                                                  | 16.393                                                  |
| 2020 | 2020                                                    |                                                         | 16.608                                                  | 16.608                                                  |
| Datenquelle: Historisches Gemeindeverzeichnis für Hessen: Die Bevölkerung der Gemeinden 1834 bis 1967. Wiesbaden: Hessisches Statistisches Landesamt, 1968. Weitere Quellen: LAGIS; Hessisches Statistisches Informationssystem; Zensus 2011 Ab 1972 einschließlich der im Zuge der Gebietsreform in Hessen eingegliederten Orte. |                                                         |                                                         |                                                         |                                                         |

### Historische Religionszugehörigkeit
| • 1885: | 0303 evangelische (= 17,68 %), 1358 katholische (= 79,23 %), 53 jüdische (= 3,09 %) Einwohner |
| • 1961: | 3139 evangelische (= 43,13 %), 3772 katholische (= 51,83 %) Einwohner                         |
| • 1987: | 5596 evangelische (= 37,9 %), 6249 katholische (= 42,3 %), 2925 sonstige (= 19,8 %) Einwohner |
| • 2011: | 5440 evangelische (= 34,6 %), 5000 katholische (= 31,8 %), 5600 sonstige (= 35,6 %) Einwohner |

## Politik

### Stadtverordnetenversammlung
Die hessische Kommunalwahl am 14. März 2021 lieferte folgendes Ergebnis, in Vergleich gesetzt zu früheren Kommunalwahlen:
- Klima: 1
- SPD: 2
- Grüne: 4
- ALK: 12
- FDP: 6
- CDU: 11
- AfD: 1

| Wahlvorschläge | Wahlvorschläge | ALK  | CDU  | FDP  | SPD  | Grüne | Klimaliste | AfD | Sitzverteilung |
| -------------- | -------------- | ---- | ---- | ---- | ---- | ----- | ---------- | --- | --- |
| 2021           | Stimmanteil a  | 33,5 | 30,9 | 15,4 | 5,9  | 9,8   | 2,8        | 1,8 | Die zur Anzeige dieser Grafik verwendete Erweiterung wurde dauerhaft deaktiviert. Wir arbeiten aktuell daran, diese und weitere betroffene Grafiken auf ein neues Format umzustellen. (Mehr dazu) |
|                | Sitze (von 37) | 12   | 11   | 6    | 2    | 4     | 1          | 1   | Die zur Anzeige dieser Grafik verwendete Erweiterung wurde dauerhaft deaktiviert. Wir arbeiten aktuell daran, diese und weitere betroffene Grafiken auf ein neues Format umzustellen. (Mehr dazu) |
| 2016           | Stimmanteil a  | 35,5 | 31,0 | 17,4 | 9,3  | 6,8   | –          | –   | Die zur Anzeige dieser Grafik verwendete Erweiterung wurde dauerhaft deaktiviert. Wir arbeiten aktuell daran, diese und weitere betroffene Grafiken auf ein neues Format umzustellen. (Mehr dazu) |
|                | Sitze (von 37) | 13   | 12   | 6    | 3    | 3     | –          | –   | Die zur Anzeige dieser Grafik verwendete Erweiterung wurde dauerhaft deaktiviert. Wir arbeiten aktuell daran, diese und weitere betroffene Grafiken auf ein neues Format umzustellen. (Mehr dazu) |
| 2011           | Stimmanteil a  | 32,0 | 37,2 | 11,8 | 10,9 | 7,9   | –          | –   | Die zur Anzeige dieser Grafik verwendete Erweiterung wurde dauerhaft deaktiviert. Wir arbeiten aktuell daran, diese und weitere betroffene Grafiken auf ein neues Format umzustellen. (Mehr dazu) |
|                | Sitze (von 37) | 12   | 14   | 4    | 4    | 3     | –          | –   | Die zur Anzeige dieser Grafik verwendete Erweiterung wurde dauerhaft deaktiviert. Wir arbeiten aktuell daran, diese und weitere betroffene Grafiken auf ein neues Format umzustellen. (Mehr dazu) |
| 2006           | Stimmanteil a  | 33,2 | 37,3 | 13,6 | 13,0 | 2,9   | –          | –   | Die zur Anzeige dieser Grafik verwendete Erweiterung wurde dauerhaft deaktiviert. Wir arbeiten aktuell daran, diese und weitere betroffene Grafiken auf ein neues Format umzustellen. (Mehr dazu) |
|                | Sitze (von 37) | 12   | 14   | 5    | 5    | 1     | –          | –   | Die zur Anzeige dieser Grafik verwendete Erweiterung wurde dauerhaft deaktiviert. Wir arbeiten aktuell daran, diese und weitere betroffene Grafiken auf ein neues Format umzustellen. (Mehr dazu) |
| 2001 i         | Stimmanteil a  | 23,7 | 44,4 | 13,0 | 14,9 | 3,9   | –          | –   | Die zur Anzeige dieser Grafik verwendete Erweiterung wurde dauerhaft deaktiviert. Wir arbeiten aktuell daran, diese und weitere betroffene Grafiken auf ein neues Format umzustellen. (Mehr dazu) |
|                | Sitze (von 37) | 9    | 16   | 5    | 6    | 1     | –          | –   | Die zur Anzeige dieser Grafik verwendete Erweiterung wurde dauerhaft deaktiviert. Wir arbeiten aktuell daran, diese und weitere betroffene Grafiken auf ein neues Format umzustellen. (Mehr dazu) |
| 1997           | Stimmanteil a  | 22,4 | 45,8 | 10,1 | 16,1 | 5,6   | –          | –   | Die zur Anzeige dieser Grafik verwendete Erweiterung wurde dauerhaft deaktiviert. Wir arbeiten aktuell daran, diese und weitere betroffene Grafiken auf ein neues Format umzustellen. (Mehr dazu) |
|                | Sitze (von 37) | 8    | 17   | 4    | 6    | 2     | –          | –   | Die zur Anzeige dieser Grafik verwendete Erweiterung wurde dauerhaft deaktiviert. Wir arbeiten aktuell daran, diese und weitere betroffene Grafiken auf ein neues Format umzustellen. (Mehr dazu) |
|                |                | ALK  | CDU  | FDP  | SPD  | Grüne | Klimaliste | AfD | Sitzverteilung |

### Bürgermeister

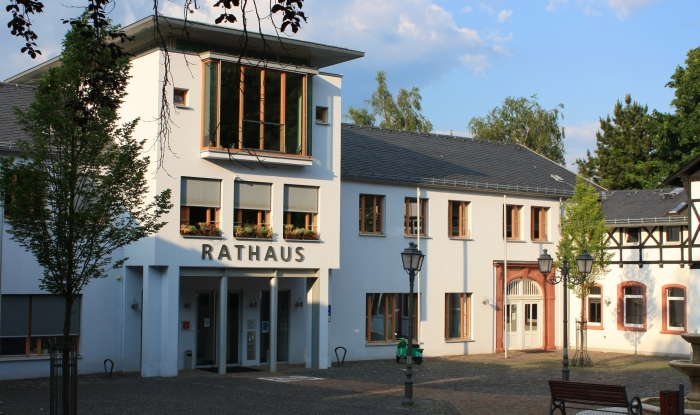
Rathaus der Stadt Königstein im Taunus

Nach der hessischen Kommunalverfassung wird der Bürgermeister für eine sechsjährige Amtszeit gewählt, seit dem Jahr 1993 in einer Direktwahl, und ist Vorsitzender des Magistrats, dem in der Stadt Königstein im Taunus neben dem Bürgermeister ehrenamtlich ein Erster Stadtrat und acht weitere Stadträte angehören. Bürgermeisterin ist seit dem 1. Juni 2024 Beatrice Schenk-Motzko (CDU). Sie wurde als Nachfolgerin von Leonhard Helm, der nach drei Amtszeiten nicht mehr kandidiert hatte, am 18. Februar 2024 in einer Stichwahl bei 49,62 Prozent Wahlbeteiligung mit 53,65 Prozent der Stimmen gewählt.
Amtszeiten der Bürgermeister
- 2024–2030 Beatrice Schenk-Motzko (CDU) (* 1986)[26]
- 2006–2024 Leonhard Helm (* 1964)[27]
- 2000–2006 Siegfried Fricke (CDU) (* 1954)
- 1991–2000 Bertram Huke (CDU) (* 1959)
- 1972–1991 Antonius Weber (CDU) (1930–2022)[30]
- 1966–1972 Ehrenfried Wilke (CDU)[31]
- 1945–1966 Hubert Faßbender (CDU) (1899–1981)[32]

### Wappen
| Wappen der Stadt Königstein im Taunus | Blasonierung: „In Rot zwischen zwei silbernen Türmen mit Zeltdächern ein geteilter und oben gespaltener Schild; oben vorne in Gold ein linksgewendeter, rot bewehrter schwarzer Löwe, hinten geteilt von Rot und Gold; unten in Silber drei rote Sparren.“ |
| Wappen der Stadt Königstein im Taunus | Wappenbegründung: Das Wappen ist seit 1907 offiziell und ist nach dem Gerichtssiegel von 1535 gestaltet. Die Türme symbolisieren die Reichsburg, das von Rot und Gold geteilte Feld ist das Wappen der Herren von Münzenberg-Falkenstein als Ortsherren; als deren Rechtsnachfolger seit 1418 sind die Herren von Eppstein mit dem Sparrenschild vertreten. Der Löwe weist möglicherweise auf die Grafen von Nürings hin, zu deren Bereich der Ort im 12. Jahrhundert gehörte. |

### Städtepartnerschaften

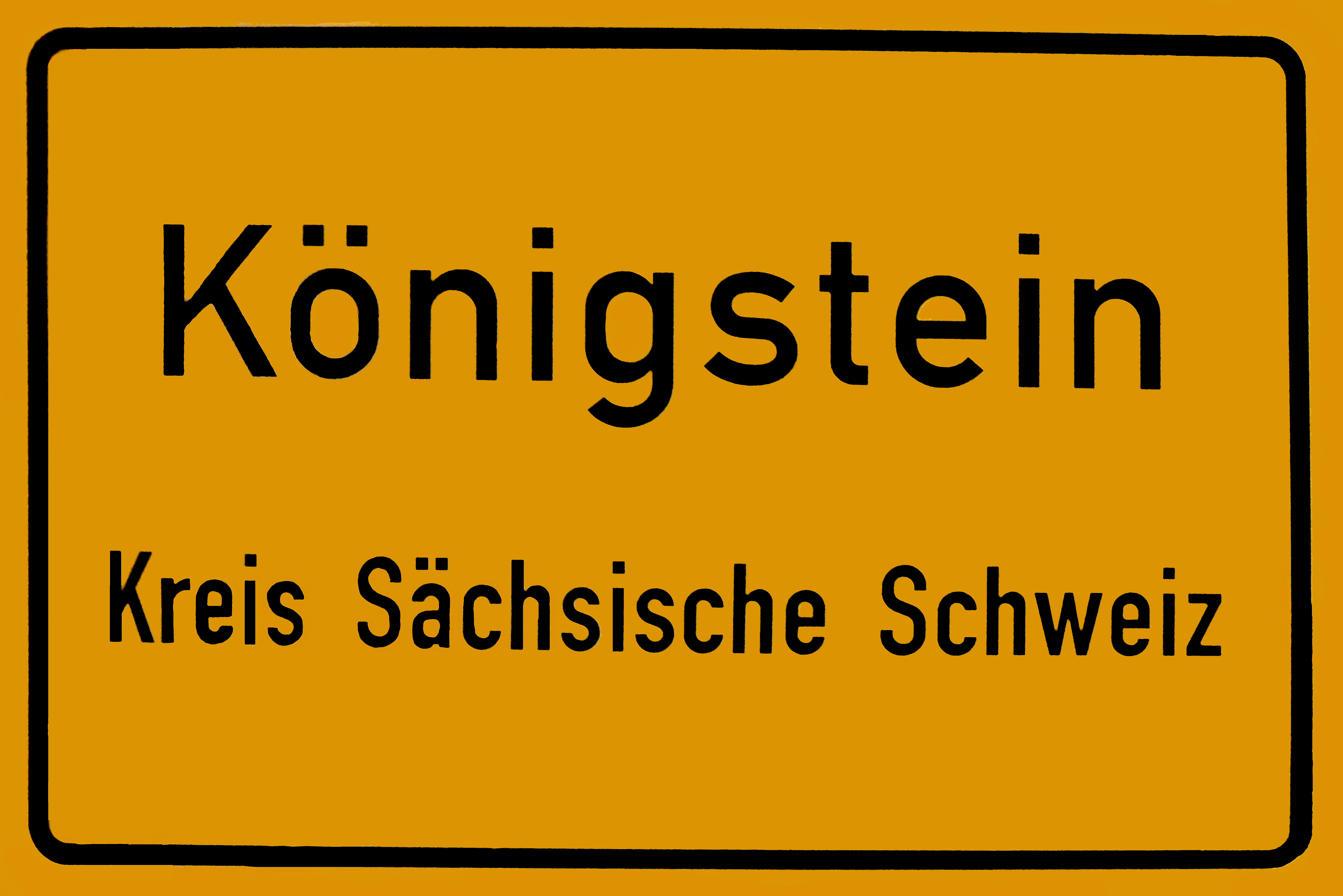
Straßenschild mit der Aufschrift Königstein – Kreis Sächsische Schweiz

Die Stadt Königstein im Taunus unterhält Städtepartnerschaften mit Le Cannet-Rocheville, einem Vorort von Cannes (also soziologisch vergleichbar) an der Côte d’Azur in Frankreich, Königstein in der Sächsischen Schweiz, seit Juli 2005 mit der polnischen Stadt Kórnik (Kurnik) und seit April 2022 mit der englischen Kleinstadt Faringdon (Grafschaft Oxfordshire). Der Stadtteil Falkenstein hat zudem eine Partnerschaft mit dem normannischen Le Mêle-sur-Sarthe in Frankreich. Freundschaftliche Beziehungen (keine Partnerschaft) bestehen darüber hinaus zu Königstein in der Oberpfalz.

## Wirtschaft und Verkehr

### Kaufkraft

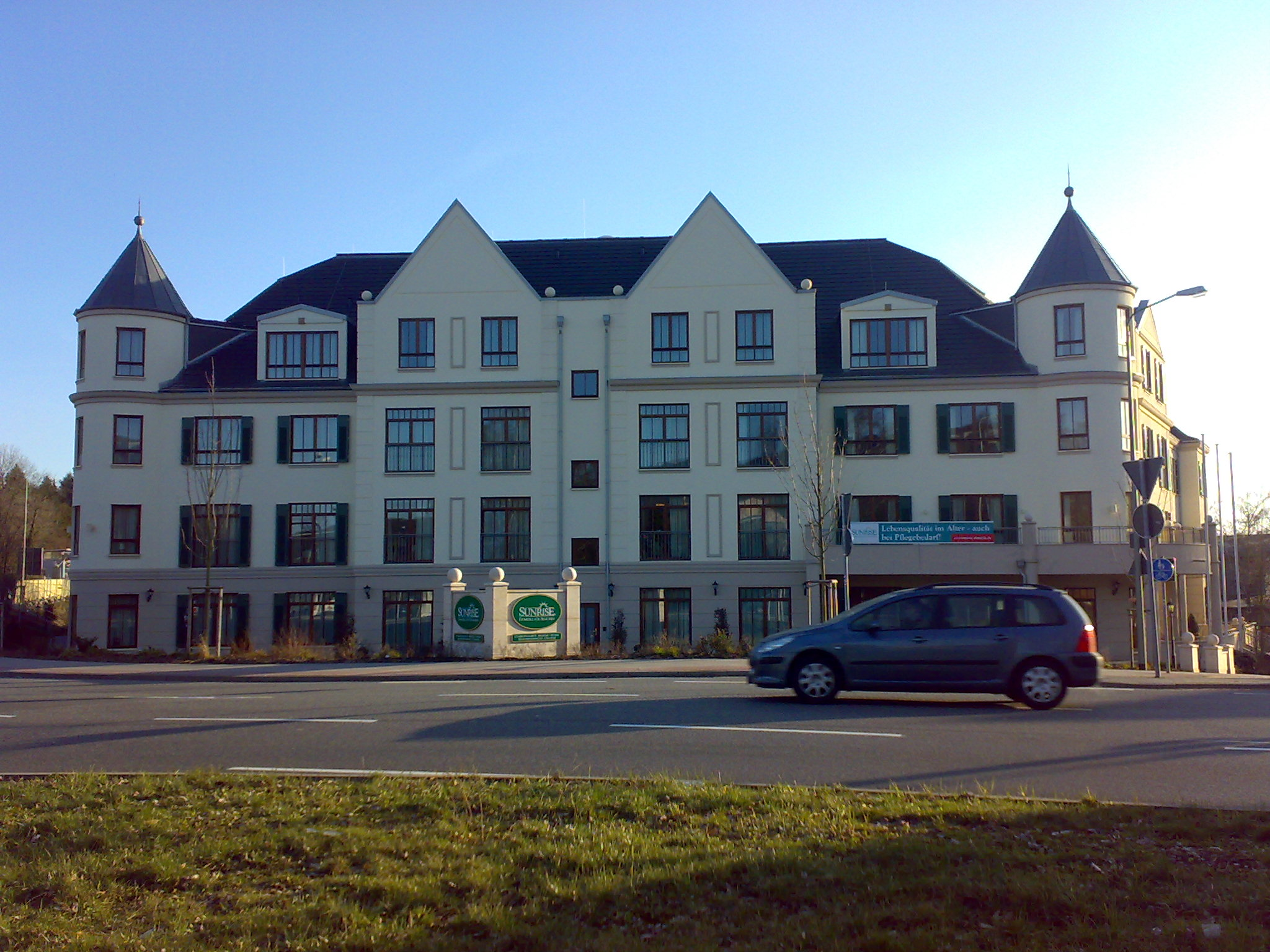
Seniorenheim Kursana Villa Königstein

Königsteins Bevölkerung verfügt über eine weit überdurchschnittliche Kaufkraft. Im Jahr 2023 betrug der Kaufkraftindex 194 des Bundesdurchschnitts. Grund hierfür ist, dass Königstein eine bevorzugte und teure Wohnlage für Pendler in das nahe Frankfurt ist. Königstein und seine Stadtteile umfassen eine Reihe von Wohngebieten mit Villenbebauung und ein Seniorenheim des Unternehmens Kursana.

### Unternehmen
Königstein ist vor allem vom Dienstleistungsgewerbe geprägt, in dem über 80 % der sozialversicherungspflichtig Beschäftigten tätig sind. Zu den größeren Betrieben gehören die verschiedenen Kurkliniken (unter anderem Asklepios, KVB), die Frankfurt-Königsteiner Eisenbahn und Seeger-Orbis, ein metallverarbeitender Betrieb mit ca. 200 Beschäftigten. Außerdem sind in Königstein zahlreiche selbständige Unternehmens- und Personalberater ansässig, oftmals ehemalige Führungskräfte aus der Wirtschaft.

### Verkehr

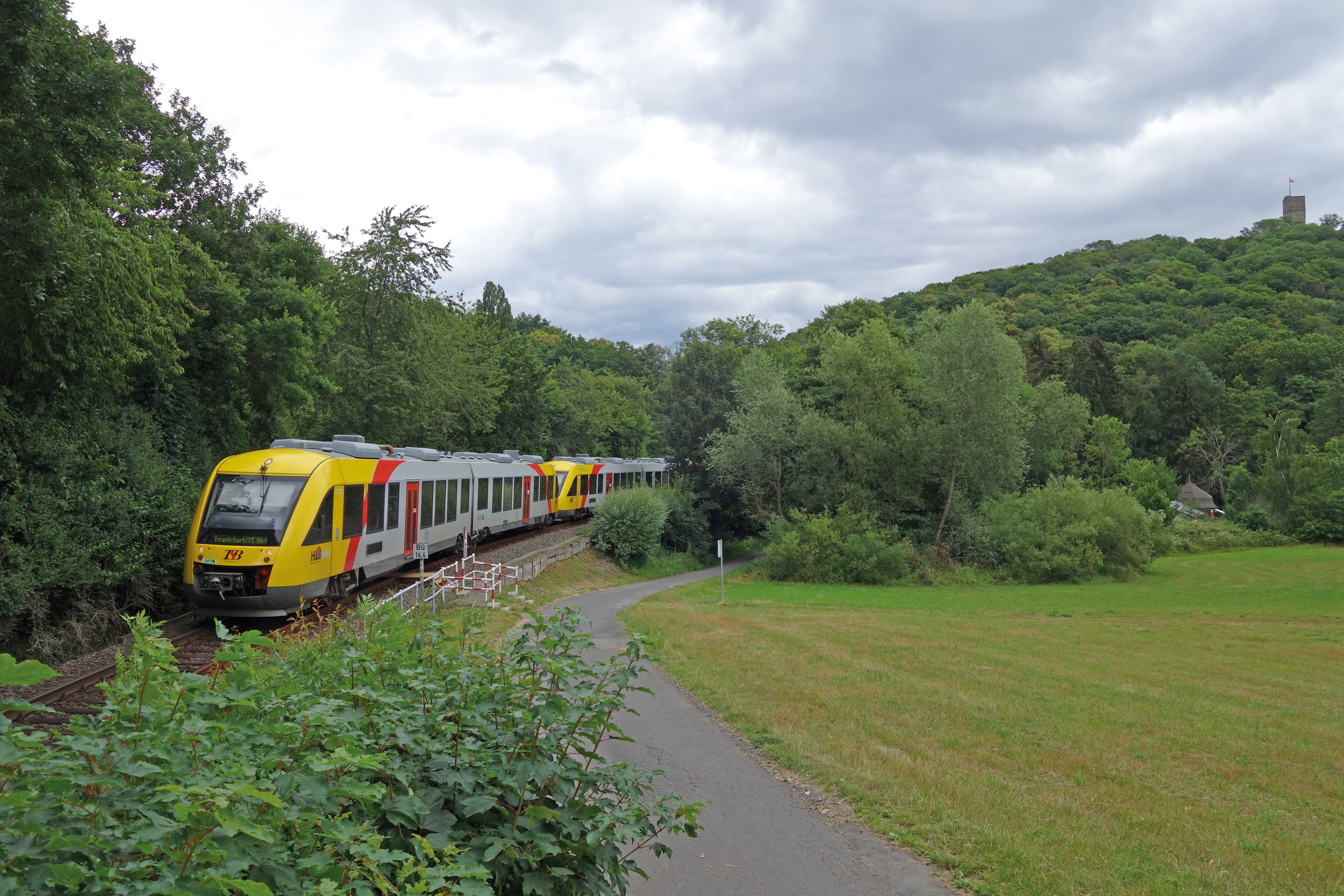
Triebwagen des Typs LINT 41 der Frankfurt-Königsteiner Eisenbahn unterhalb der Burg Königstein auf der Fahrt nach Frankfurt

Über die Bundesstraßen 8 und 455, die sich hier in einem Kreisel schneiden, ist in wenigen Minuten die Bundesautobahn 66 an der Anschlussstelle Frankfurt-Höchst zu erreichen, die A 661 an der Anschlussstelle Oberursel und die A 3 (Anschlussstelle Niedernhausen). Morgens und abends bilden sich im Berufsverkehr oft lange Staus vor dem Kreisel. Siehe hierzu: Bundesstraße 8#Königsteiner Kreisel.
Die Linie RB 12 der Königsteiner Bahn verbindet Königstein über den in der Kernstadt befindlichen Endbahnhof sowie den Bahnhof im Ortsteil Schneidhain in 40 Minuten mit dem Frankfurter Hauptbahnhof. Diese Linie verkehrt an Werktagen alle 30 Minuten. Weitere Verbindungen mit Frankfurt bestehen durch die Buslinien zu den S-Bahn-Stationen Kronberg (S4) sowie Bad Soden (S3). Somit besteht eine gute Anbindung an das Schienennetz des Rhein-Main-Verkehrsverbunds. Kronberg ist mit der Buslinie 85 (alle 30 Minuten) oder der Linie 261 (alle 15 bis 30 Minuten) in etwa 15 Minuten erreichbar. Die Linie 261 führt über Kronberg hinaus, über Oberursel (S5) zur Kreisstadt Bad Homburg vor der Höhe (S5). Der Bahnhof von Bad Soden kann alle 30 Minuten durch die Linie 253 in 15 Minuten erreicht werden. Diese Linie stellt eine wichtige Achse zwischen Höchst, Main-Taunus-Zentrum und Königstein her. Mit dem Fahrplanwechsel 2009 entfielen zwei Stadtbuslinien, die regelmäßig Mammolshain und Schneidhain mit der Königsteiner Innenstadt verbunden haben. Dafür wurde der Stadtbus 84 eingeführt, der Falkenstein über Königstein Stadtmitte mit dem Bahnhof verbindet. Dieser Bus fährt fünf neue Busstationen an, die sich südlich des Bahnhofes befinden. Königstein ist Startpunkt für regionale Busverbindungen in den Taunus, zum Beispiel der Linie 223 nach Idstein.
Der nächste Flughafen ist der internationale Flughafen Frankfurt Main.

### Staatliche Einrichtungen
Königstein ist Sitz eines Amtsgerichts und einer Dienststelle der Deutschen Rentenversicherung Hessen.

### Bildung

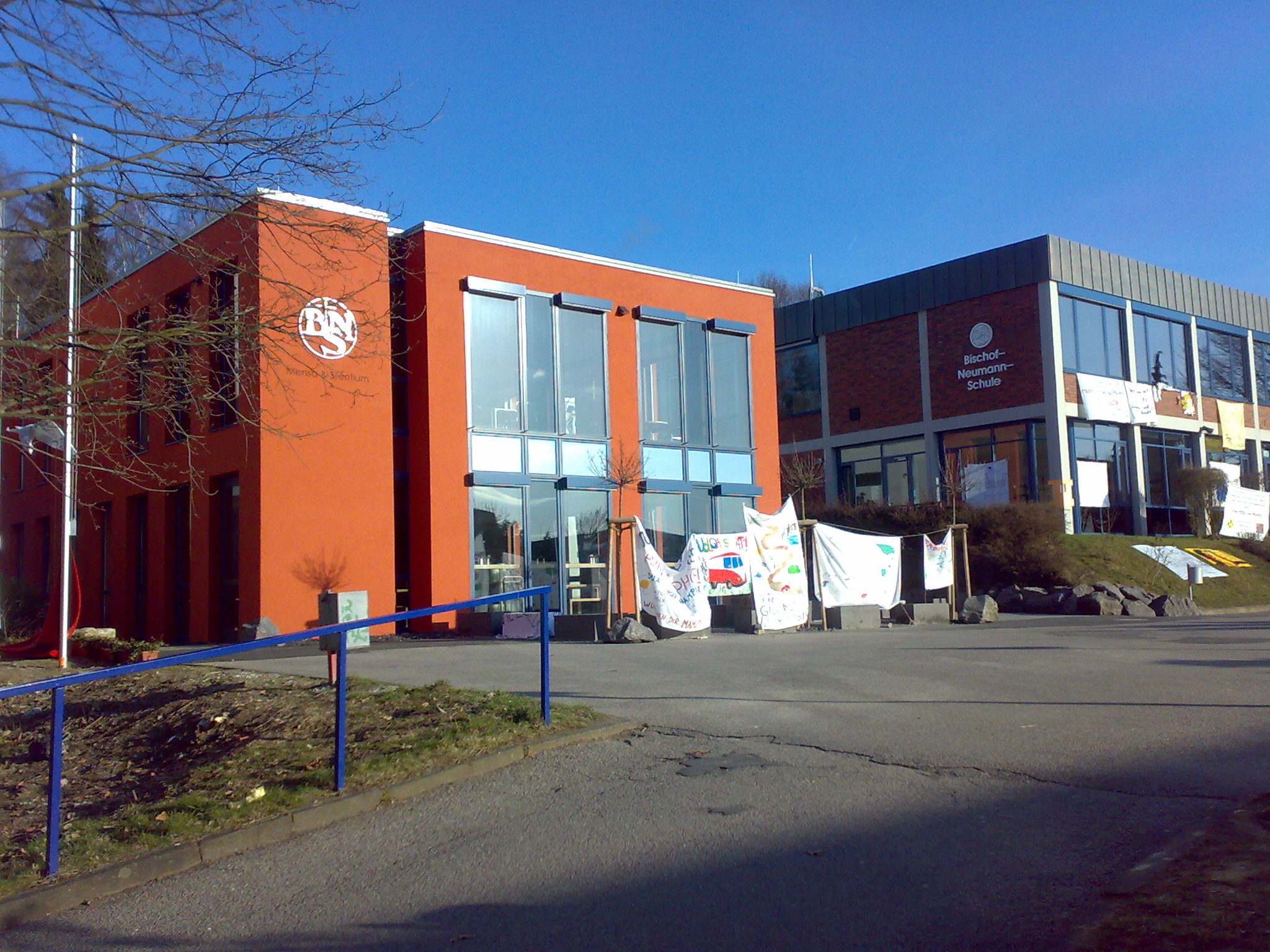
Bischof-Neumann-Schule

#### Grundschulen
- Grundschule Königstein
- Grundschule Falkenstein
- Grundschule Mammolshain
- Grundschule Schneidhain
- Kids Camp – zweisprachige Grundschule

#### Weiterführende Schulen
- Taunusgymnasium, vorher Taunusschule
- Bischof-Neumann-Schule, staatlich anerkannte Privatschule (Gymnasium) mit Kollegkirche[37]
- St. Angela-Schule, staatlich anerkannte Privatschule (Gymnasium und Realschule für Mädchen)

##### Ehemalige Schulen
- Friedrich-Stoltze-Schule, Haupt- und Realschule (seit Ende Schuljahr 2022/2023 geschlossen; Räumlichkeiten werden teilweise von dem benachbarten Taunusgymnasium genutzt)

#### Weitere Schulen
- Musikschule Königstein, Mitglied im Verband deutscher Musikschulen

## Kultur und Sehenswürdigkeiten

### Kurort
Als anerkannter Heilklimatischer Kurort verfügt Königstein über einen Kurpark und ein Kurhaus, die Villa Borgnis.

#### Kurbad

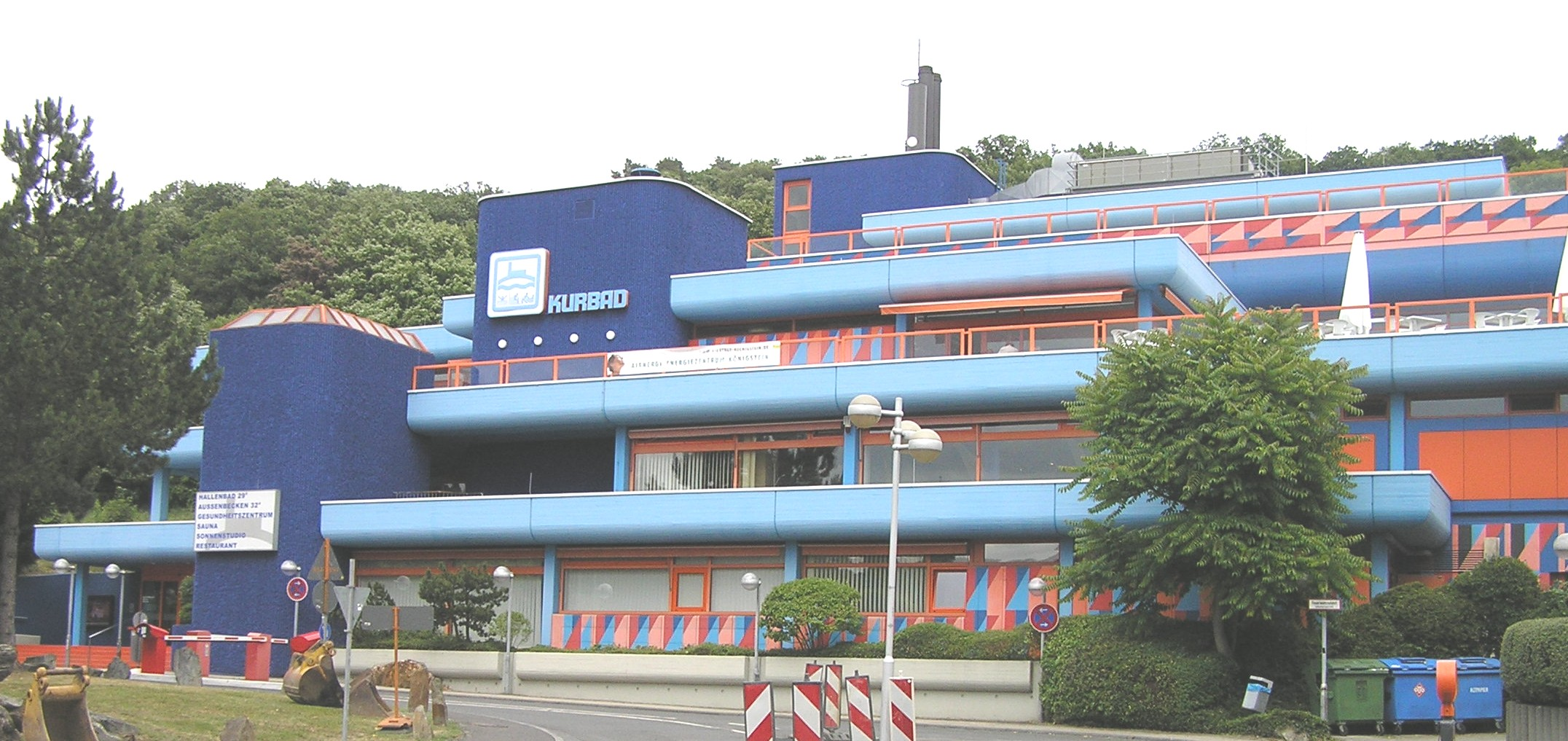
Kurbad

Von der Stadt durch die B 8 getrennt liegt das Kurbad der Stadt. Das Bad ist durch seine blau-orange Farbgebung vor dem Grün der umgebenden Landschaft unübersehbar und mit der Burg Königstein sowie der Villa Andreae einer der drei stadtbildprägenden Bauten der Königsteiner Kernstadt. Es ist seit seiner Erbauung nahezu unverändert erhalten und damit bis in die Einzelheiten ein authentischer Zeuge des Zeitgeists der westdeutsch-bundesrepublikanischen 1970er Jahre. Beim Bau des Kurbads wurde die blau-orange Farbwahl des Stuttgarter Künstlers Otto Herbert Hajek 1977 kontrovers diskutiert. Die architektonische Gestaltung übernahm nach einem Wettbewerb das Stuttgarter Büro Rudolf und Ingeborg Geier, das sich u. a. mit Projekten in Bad Bevensen auf den Bäderbau spezialisiert und oft mit Hajek zusammengearbeitet hatte.
Neben Innenbecken sowie Sauna findet eine Reihe von Kureinrichtungen im Gebäude Platz, 1989 kam ein Außenbecken hinzu. Von der Liegeterrasse und den Becken aus hat man einen weiten Blick über Ort und Burg nach Westen und Norden. Vor dem Bad befindet sich ein Ausgangspunkt in den Heilklimapark Hochtaunus. Das Bad gehört der Königsteiner Kur-GmbH. In den letzten Jahren wurde es als eines der „außergewöhnlichsten Bäder in Mitteleuropa“ neu entdeckt und steht seit 2013 unter Denkmalschutz (siehe die Liste der Kulturdenkmäler in Königstein im Taunus bzw. Kurbad Königstein). Im April 2014 meldete die Frankfurter Rundschau, dass eine Sanierung des Kurbads vorgesehen ist.

#### Gesundheit

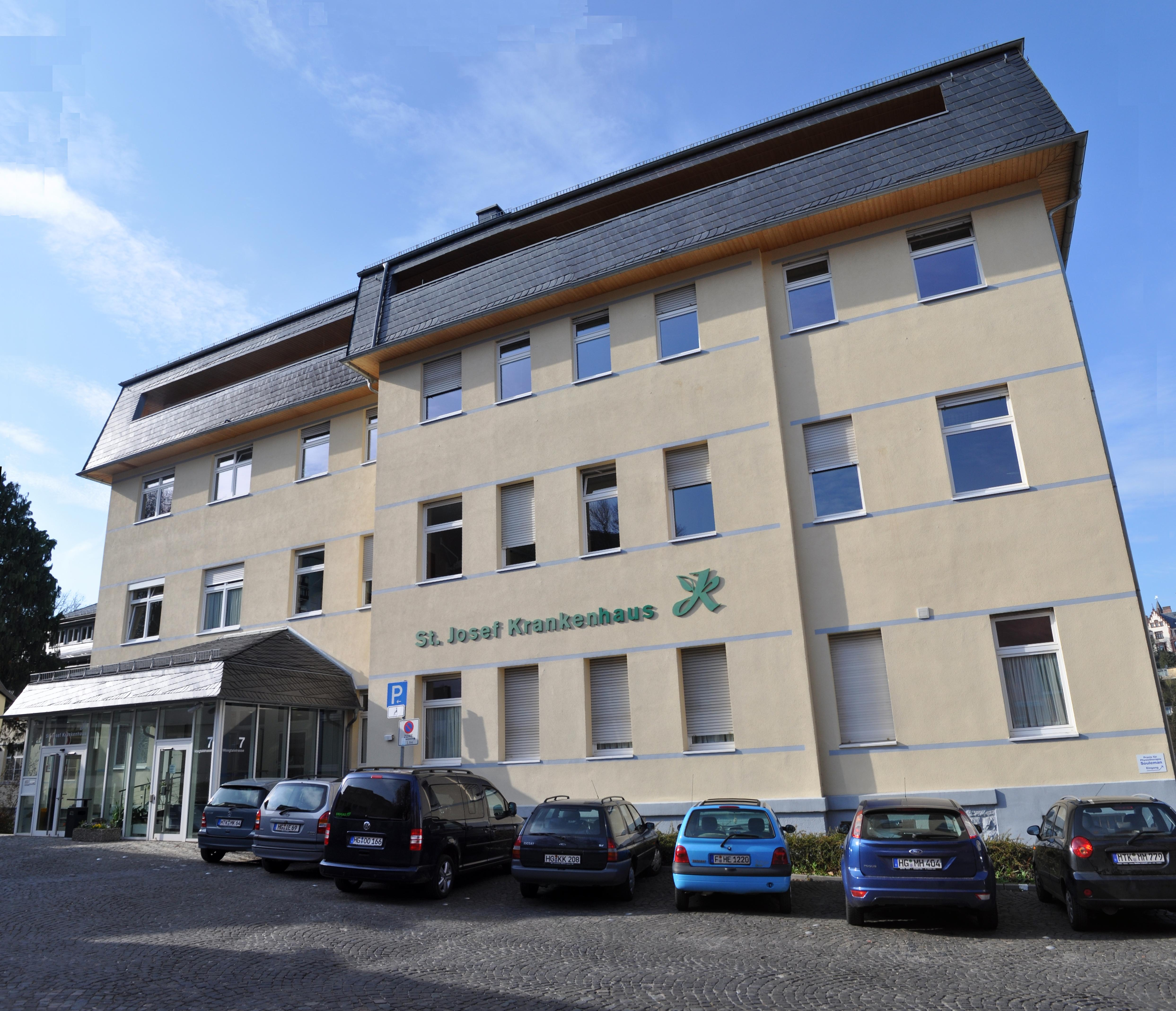
St.-Josef-Krankenhaus

Es gibt in Königstein ein umfangreiches Gesundheitsangebot. Dazu zählen neben dem Kurbad auch verschiedene Kliniken, unter anderem: Klinik Königstein der KVB unterhalb des Hardtberges, Migräne- und Kopfschmerzklinik, Spezialklinik für psychosomatische Erkrankungen, Herzklinik, Neurologische Klinik und das Schmerzzentrum Taunus.
Das 1912 gegründete St.-Josef-Krankenhaus in der Woogtalstraße ist ein Krankenhaus der Grundversorgung mit 45 Betten. Ihm angeschlossen ist eine durch das Kuratorium für Dialyse und Nierentransplantation betriebene Dialysestation mit 16 ambulanten Plätzen. Die Klinik wurde bis 1991 von der Kongregation Arme Dienstmägde Jesu Christi betrieben, seitdem ist die Stadt Trägerin.
Die beiden Kurorte Königstein und Falkenstein bilden ein Eingangsportal zum Heilklimapark Hochtaunus, dem ersten Heilklimapark Deutschlands. Von hier aus gehen zahlreiche Wanderwege in die Wälder rund um Falkenstein bis hinauf zu den Höhen von Altkönig und Großem Feldberg.
1924 wurde das Freibad im Woogtal eingeweiht. Die Planungen für ein solches Bad waren schon in der Kaiserzeit aufgenommen worden. Erst durch eine großzügige Spende der holländischen Kurpatientin Lili Mannheimer konnte der Bau umgesetzt werden.

### Regelmäßige Veranstaltungen
Größtes Volksfest in Königstein ist das jährlich stattfindende „Burgfest“ auf der Burgruine Königstein. Im Frühjahr und Sommer finden darüber hinaus weitere Veranstaltungen auf der Burg statt: „Ritterturnier“ des „Vereins Ritter von Königstein“ im Mai, das von der „Rock Arbeitsgemeinschaft e. V.“ ehrenamtlich organisierte Festival „Rock auf der Burg“ im August, „Theater auf der Burg“ sowie verschiedene Musik- und Kinoveranstaltungen. Der Verein „Stadtwache“ versuchte sich von 2005 bis 2007 mit der Konzertreihe „Mittelalter rockt die Burg“, welche seit 2009 unter neuer Führung fortgesetzt wird.
Der Verein „Historische Eisenbahn Frankfurt“ richtet seit 1981 jährlich zu Pfingsten das „Bahnhofsfest Königstein“ aus. In diesem Rahmen finden Sonderfahrten mit Dampfzügen statt.

### Bauwerke
Neben dem Wahrzeichen der Stadt, der Burgruine Königstein, sind vor allem die auf das Mittelalter zurückgehende Altstadt mit der evangelischen Kirche (erbaut 1887 vom Kirchenbaumeister Ludwig Hofmann) sowie dem Alten Rathaus (heute ein stadtgeschichtliches Museum), und die Burgruine Falkenstein herausragend.
Königstein ist ebenfalls bekannt für seine idyllische Altstadt. Hier befindet sich das Haus Hauptstraße 37, eine Fachwerkkonstruktion, die dendrochronologisch auf das Jahr 1537 datiert werden konnte. Es gilt als das erste nach der Stadterweiterung um 1535 erbaute Haus und ist zurzeit (Stand 2010) vom Abriss bedroht.
Rund 100 Meter südlich der Burgruine Falkenstein befindet sich der unter Denkmalschutz stehende Aussichtspunkt Dettweiler-Tempel. 1896 wurde dieser zu Ehren Peter Dettweilers auf der sogenannten „Teufelskanzel“ oder „Huchlay“ erbaut. Von hier reicht der Blick über Wetterau und Vogelsberg im Nordosten, Frankfurt und die umliegenden Orte, den Spessart im Südosten sowie den Odenwald im Süden.
Der Hochaltar der Pfarrkirche St. Marien wurde vom kurmainzischen Hofstuckateur Johann Peter Jäger aus Mainz 1758 geschaffen, er weist auf das Patrozinium hin.

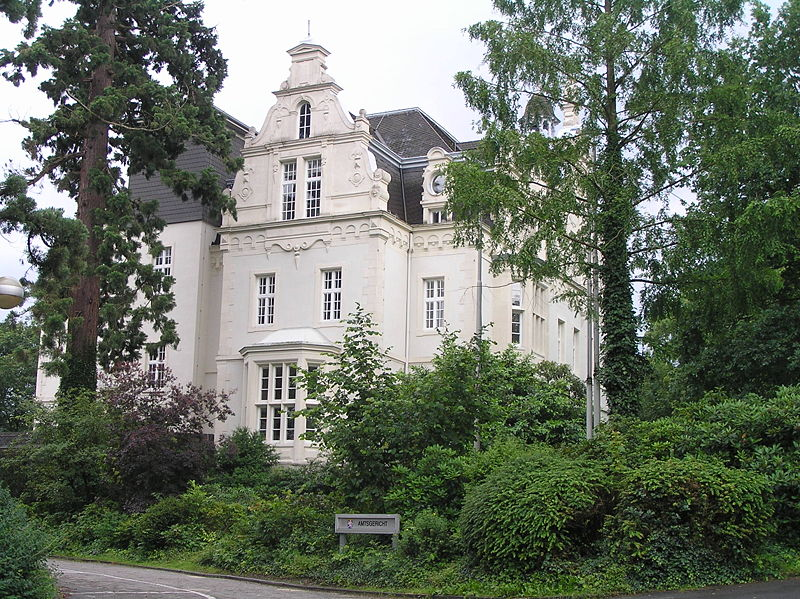
Vorderseite des Luxemburgischen Schlosses

Das ehemalige Schloss des Herzogs Adolph von Nassau, seit 1890 Luxemburgisches Schloss genannt, wird heutzutage als Amtsgericht genutzt.
Am Fuß des Burgberges, umgeben von einem Park, durch den der Woogbach fließt und an den sich das weite Woogtal anschließt, befindet sich das Ursulinenkloster St. Angela, das 1884 gegründet wurde und zu dem eine gleichnamige staatlich anerkannte Privatschule gehört.

#### Villen
Stadtbildprägend ist auch die 1891 von dem Frankfurter Bankier Albert Andreae de Neufville erbaute Villa Andreae, die von 1957 bis 1987 ein Schülerheim des Evangelischen Vereins für Innere Mission beherbergte. Die Villa Andreae war bis zu seiner Aufsehen erregenden Milliardenpleite 1994 Firmensitz und privater Wohnsitz des Immobilienunternehmers Jürgen Schneider.
Die Villa Rothschild, 1884 als Sommerresidenz von Wilhelm Carl von Rothschild errichtet, wurde von 1948 bis 1949 als Tagungshaus des Parlamentarischen Rates, des Wirtschaftsrates der Bizone und der westdeutschen Ministerpräsidenten genutzt, danach wurde sie zum Hotel Sonnenhof.
Seine Villenviertel (auch im Stadtteil Falkenstein) kennzeichnen in erster Linie Historismus und Jugendstil sowie dessen vom Heimatstil beeinflusste Abweichung, bei den neueren der Chic der 60er-Jahre (Bungalows). Im Jahre 1961 errichtete der US-amerikanische Architekt Richard Neutra für den Direktor des Pädagogischen Seminars der Universität Frankfurt am Main das Haus Rang, dessen Wohnräume stufenlos in den Garten übergehen. Die Grundstücksgrößen sind aufgrund der Raumneuordnung und der daraus folgenden Bebauungspläne jedoch nicht mit ähnlichen Wohnlagen in anderen Städten vergleichbar.
Die von dem Architekten Bruno Paul 1910 erbaute Villa Gans war Altersruhesitz von Adolf Gans, Erholungsheim für weibliche Postbedienstete, Klinik Hainerberg und derzeit Verwaltungssitz der Deutschen Rentenversicherung. 1939 wurde die Villa auf einer Briefmarke der Reichspost verewigt.

#### Haus der Begegnung
Ein für seine Zeit ein bedeutender architektonischer und historischer Zeuge ist das 1954/1955 errichtete Haus der Begegnung. In den Jahren 1955 bis 1968 waren hier die Kapellenwagen der Kirche in Not/Ostpriesterhilfe des „Speckpaters“ Werenfried van Straaten stationiert, mit denen Heimatvertriebene in der westdeutschen Diaspora geistlich, anfangs auch materiell, versorgt wurden. 1968 hat hier die Deutsche Bischofskonferenz die „Königsteiner Erklärung“ zur Enzyklika Humanae vitae Papst Pauls VI. verabschiedet. Zahlreiche überregional bedeutende Kongresse fanden hier statt.
Die Zukunft des seit 1998 im Eigentum der Stadt stehenden Gebäudekomplexes war in der Königsteiner Kommunalpolitik umstritten. Während zunächst nach dem Willen der CDU/FDP-Mehrheit im Stadtparlament ein Abriss und Neubau beschlossen wurde, ergab sich am 30. Oktober 2008 eine knappe Mehrheit von 18 zu 17 Stimmen bei einer Enthaltung für eine Sanierung. Demzufolge würde das Haus, das größtenteils noch über seine Innenausstattung von 1955 verfügt, denkmalgerecht und energieeffizient erhalten werden. Dies war bereits die Forderung eines Bürgerbegehrens für die Sanierung des HdB aus dem Juni 2006. Für das Konzept erhielt die Stadt im November 2009 den Nationalen „Green Building Award“ der EU-Kommission in der Kategorie „Sanierte Gebäude“, im Jahr 2011 den European Green Building Award der EU-Kommission. Die Sanierung wurde im Frühjahr 2010 begonnen, der Saalbau wurde am 23. März 2012 wieder eröffnet, der Gästetrakt wurde abgerissen.

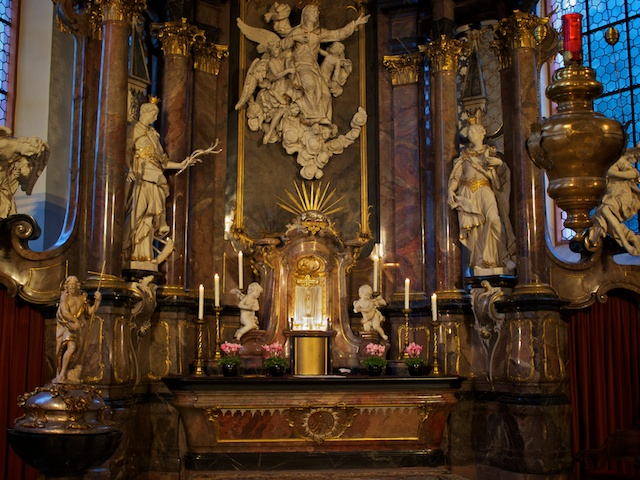
Hochaltar von St. Marien
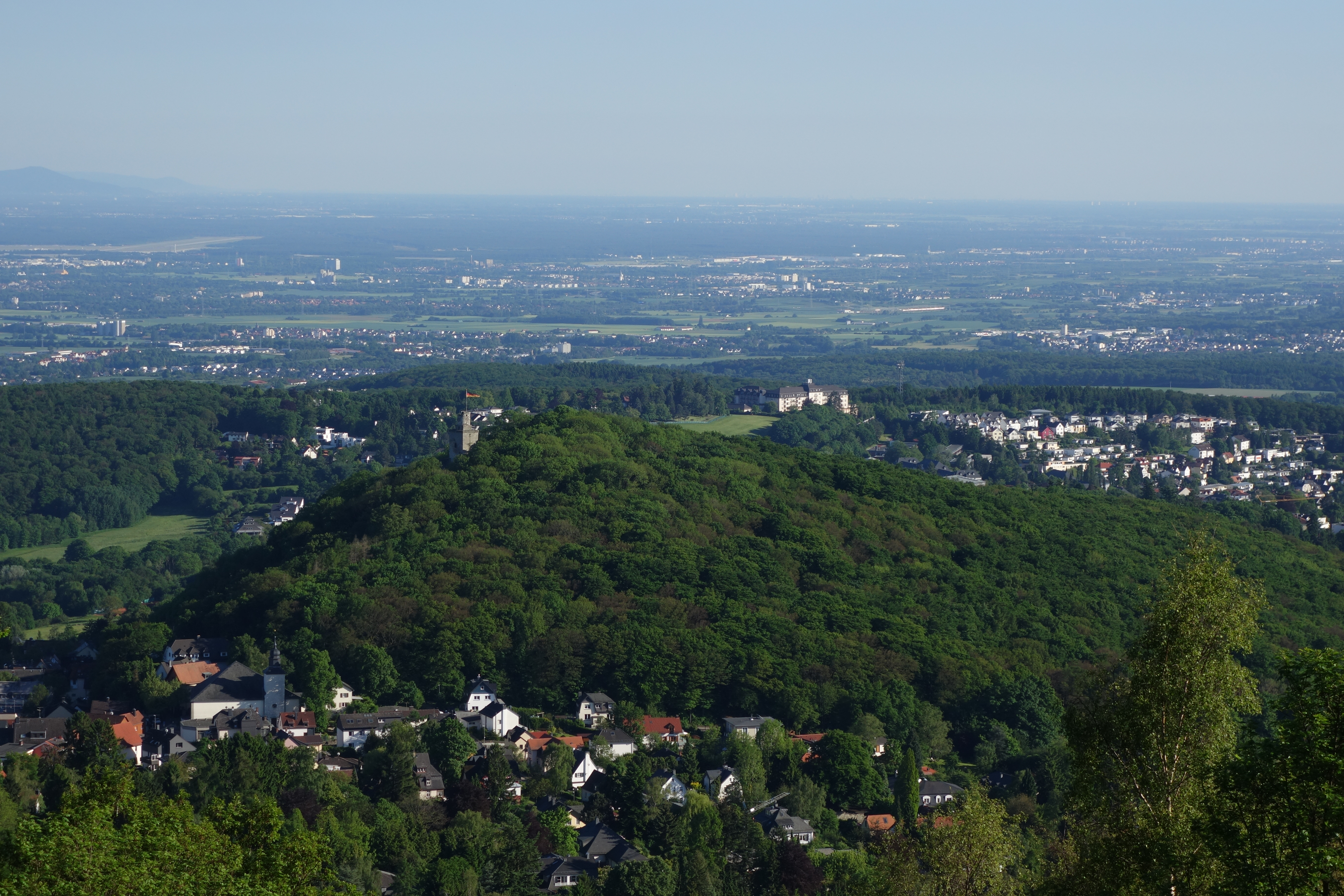
Blick vom Lips-Tempel auf Burghain und Burgruine Falkenstein, rechts dahinter die Klinik Königstein der KVB, hinten links am Horizont der Melibokus im Odenwald
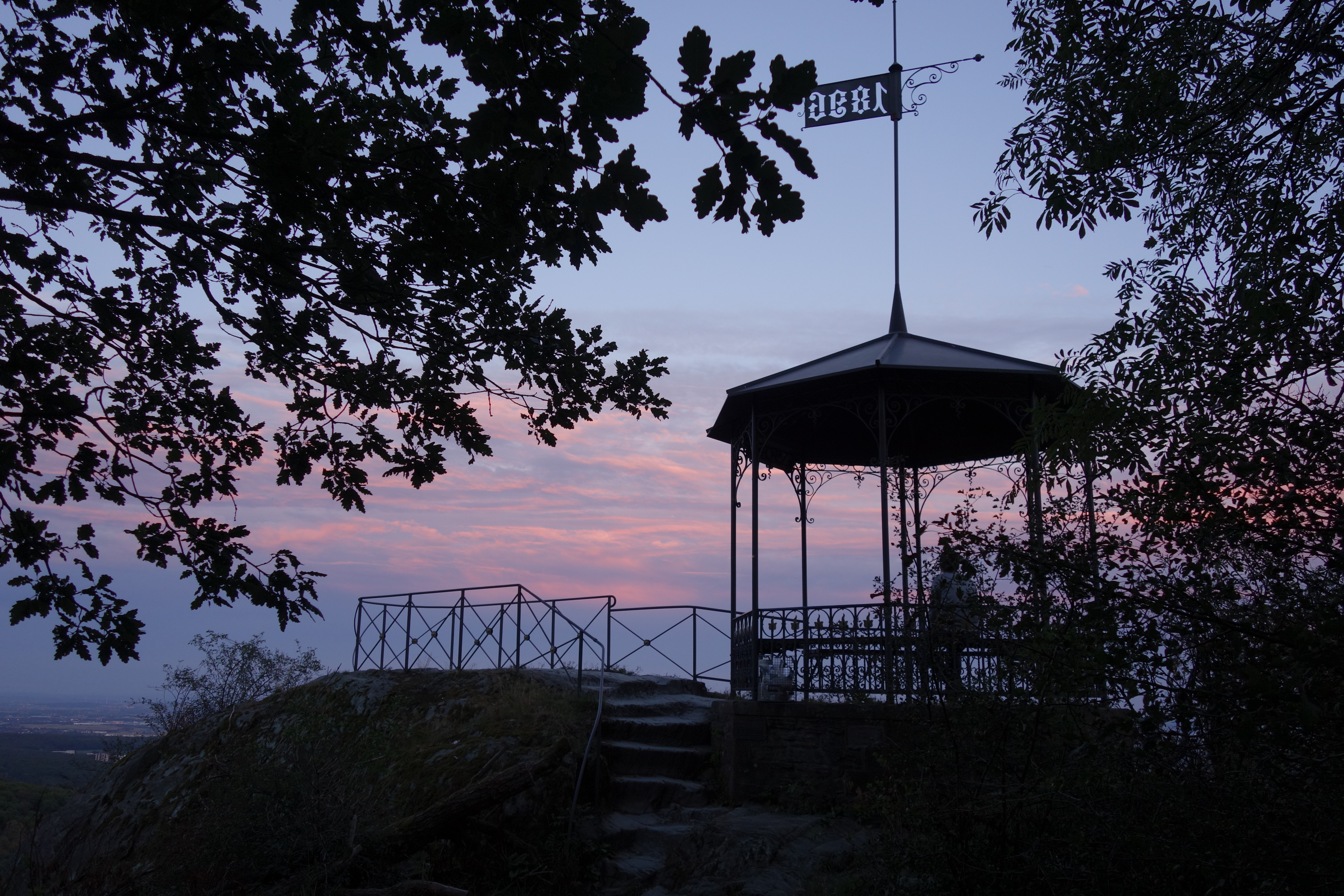
Aussichtspunkt Dettweiler-Tempel bei Sonnenuntergang
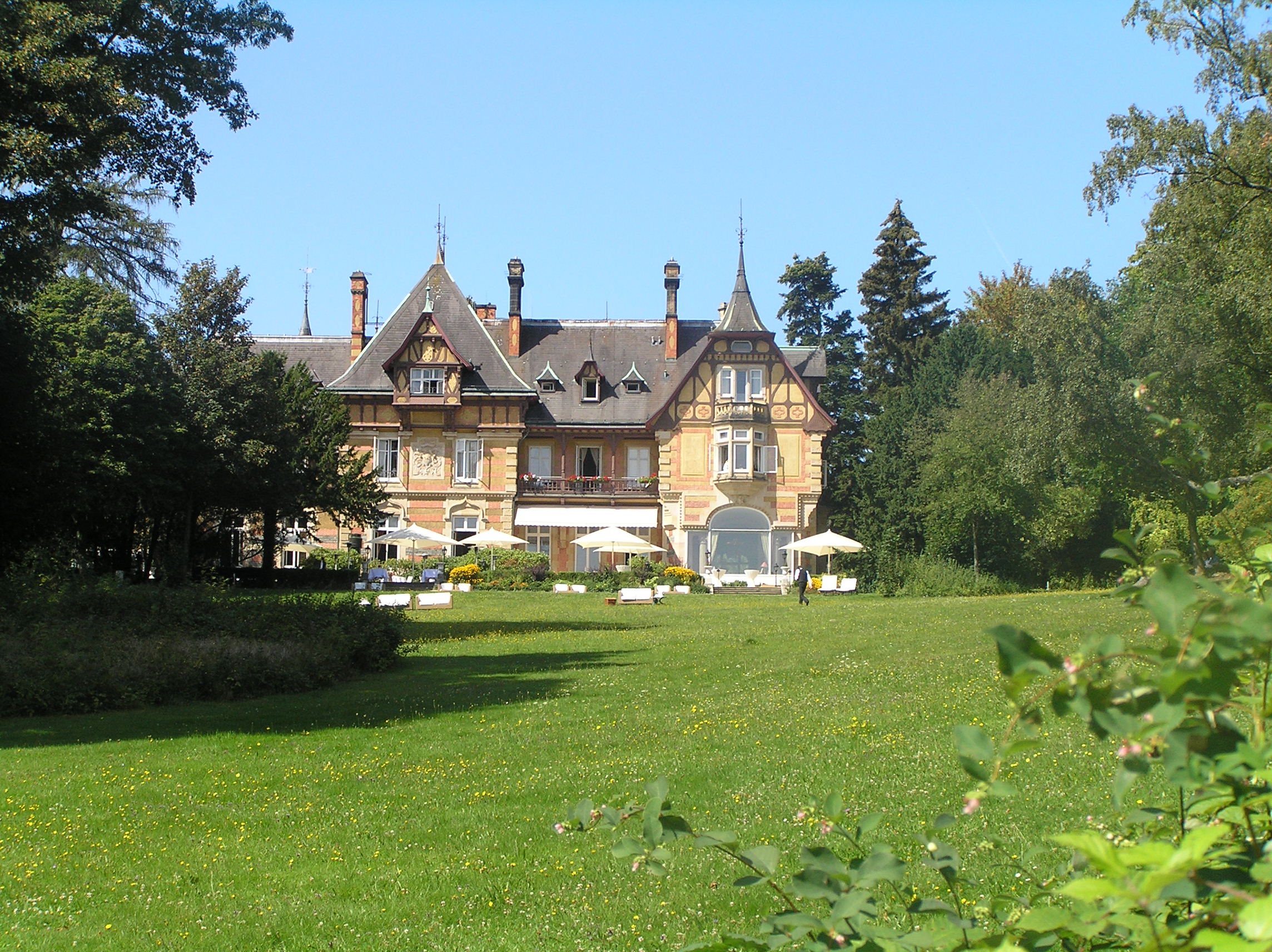
Rückseite der Villa Rothschild
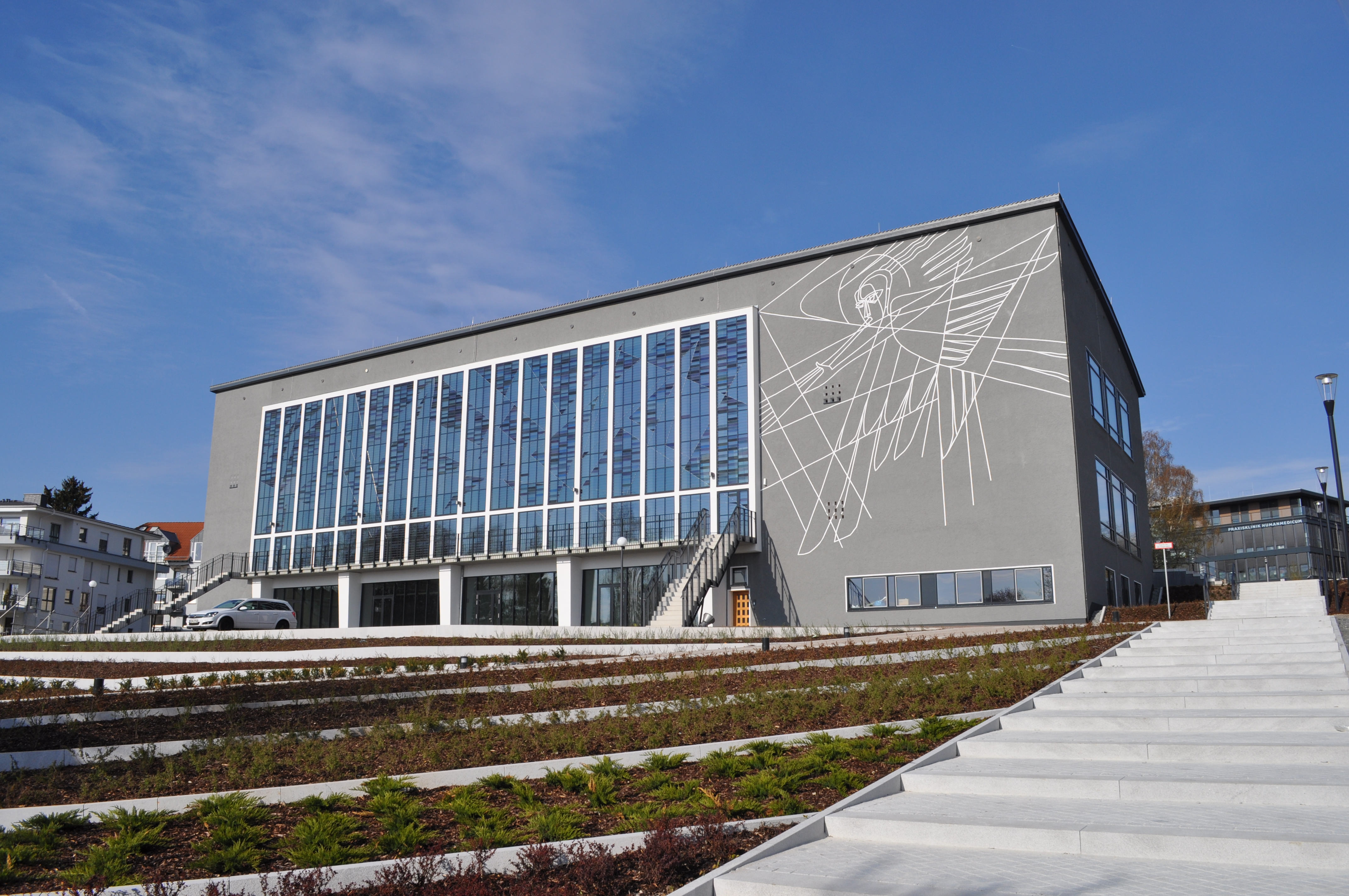
Haus der Begegnung

### Museen
Das Burg- und Stadtmuseum befindet sich im historischen Alten Rathaus.

### Musik
Die überregional erfolgreiche Musik- und Showband des Fanfarencorps 1966 Königstein errang Pfingsten 2006 die deutsche Meisterschaft in der Brassbandklasse.

### Eugen-Kogon-Preis
Seit 2002 verleiht die Stadt regelmäßig den Eugen-Kogon-Preis.

### Denkmäler

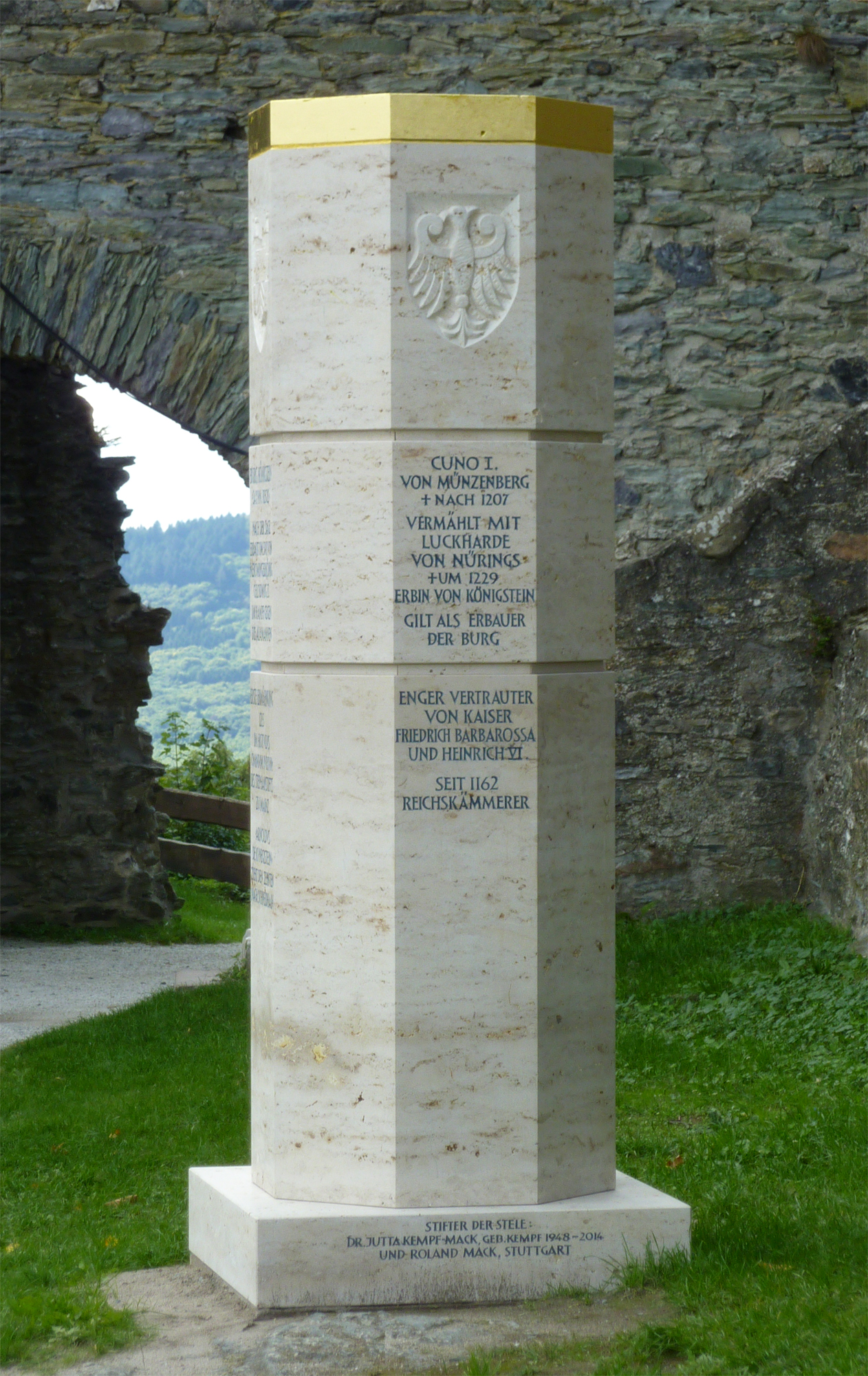
Stauferstele 2015

## Persönlichkeiten

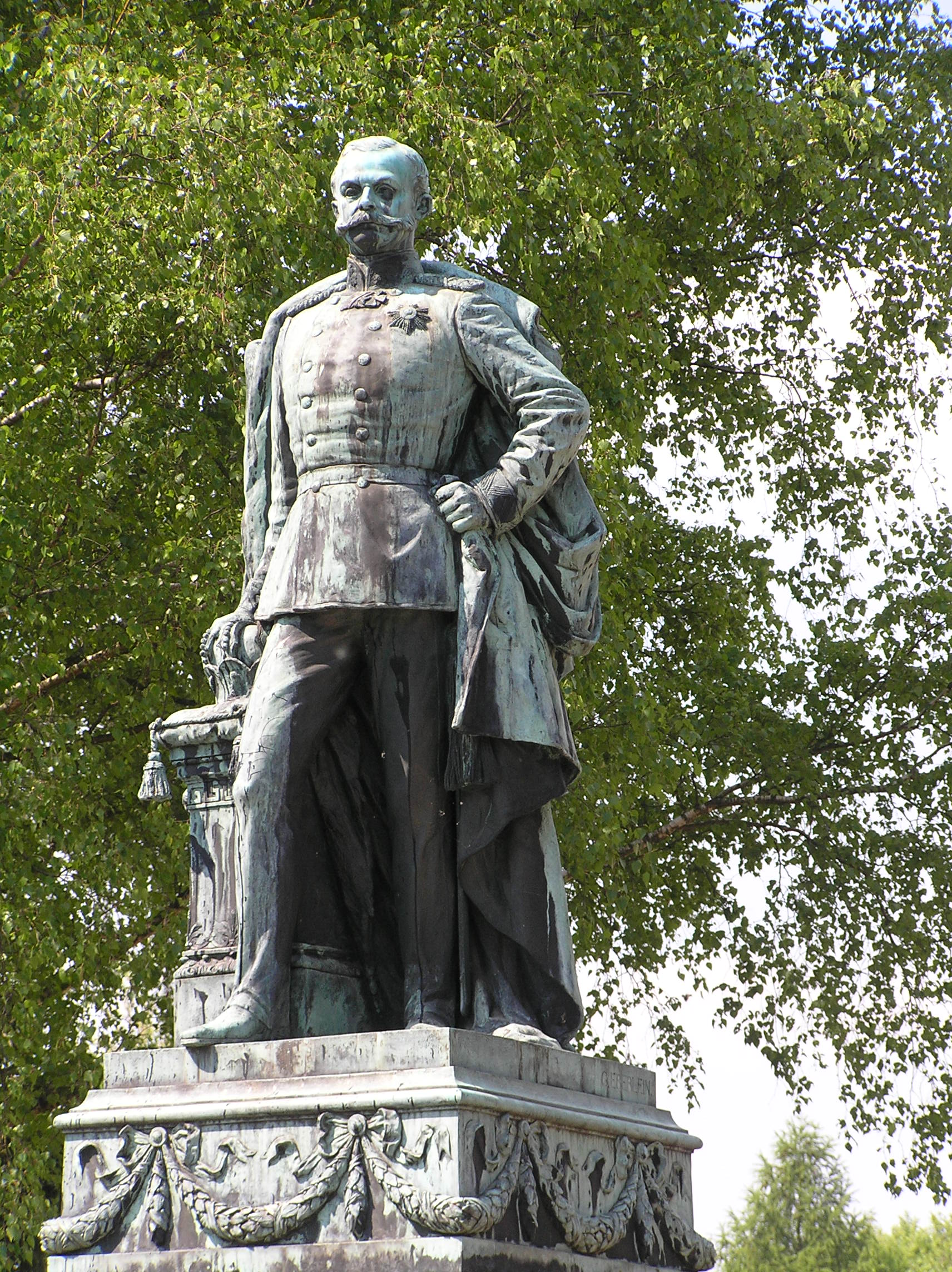
Denkmal Herzog Adolphs von Nassau in Königstein im Taunus